# Grammatica olandese
Questa pagina presenta la grammatica della lingua olandese.

## Ordine delle parole
Per quanto riguarda la struttura della frase, l'olandese è una lingua di tipo V2, cioè il verbo coniugato occupa la seconda posizione nella frase principale. L'ordine delle parole è SVO (soggetto, verbo, oggetto) nelle frasi principali e SOV nelle frasi subordinate. Es:
Jan vertelt dat hij veel boeken leest
(Jan dice che lui legge molti libri)
Nelle frasi interrogative si verifica l'inversione soggetto-verbo:
Jan leest veel boeken
(Jan legge molti libri)
Leest Jan veel boeken?
(Jan legge molti libri?)
Ecco alcune regole sull'ordine delle parole in olandese:
- 1. Aggettivi: vengono sempre prima del nome a cui si riferiscono.

rode appels - mele rosse
- 2. In una frase affermativa, il soggetto occupa sempre la prima o la terza posizione, il verbo ausiliare la seconda posizione. Se non c'è un verbo ausiliare, il verbo principale occupa la seconda posizione. Se il verbo è composto da un prefisso separabile, il prefisso si trova alla fine della frase. Se c'è un verbo ausiliare, il verbo principale (insieme al prefisso) si trova alla fine della frase. Es.:

Ik eet een appel - io mangio una mela
Nu eet ik een appel - adesso io mangio una mela
Ik heb een appel gegeten - io ho mangiato una mela
Ik maak mijn huiswerk af - io finisco i compiti
Ik heb mijn huiswerk afgemaakt - io ho finito i compiti
- 3. Nelle domande con risposta sì/no, il verbo di solito occupa la prima posizione e il soggetto la seconda. Se c'è un verbo ausiliare o un prefisso separabile, si applicano le stesse regole illustrate del punto 2. Es.:

Eet Jan een appel? - Jan mangia una mela?
Heeft Jan een appel gegeten? - Jan ha mangiato una mela?
Maakt Jan zijn huiswerk af? - Jan finisce i compiti?
Heeft Jan zijn huiswerk afgemaakt? - Jan ha finito i compiti?
- 4. Nelle frasi imperative il verbo occupa la prima posizione.

Ga naar huis - va' a casa
- 5. Il complemento di tempo di solito precede il complemento di luogo:

Ik ben dit jaar naar Frankrijk geweest - sono stato in Francia quest'anno

## Il genere
L'olandese standard (in passato chiamato Algemeen Beschaafd Nederlands) comprende tre generi: maschile (mannelijk), femminile (vrouwelijk) e neutro (onzijdig).
La distinzione di genere (geslacht) si applica all'articolo, ai pronomi personali e possessivi, agli aggettivi declinabili e ai nomi.
Gli aggettivi declinabili comprendono la massima parte dei qualificativi e alcuni indefiniti e interrogativi. 
La seguente tabella rappresenta schematicamente la corrispondenza fra genere e numero e varie parti del discorso.
La tabella contiene le forme dominanti o prevalenti, da cui si deducono alcune caratteristiche salienti della lingua commentate in questa sezione.
Deroghe, varianti ed eccezioni sono discusse nelle voci di dettaglio più avanti.
Caselle vuote indicano che la voce corrispondente non esiste.
Il punto (.) indica l'assenza della desinenza dell'aggettivo, quando esso mantiene la forma base presentata nel vocabolario.
| Elemento grammaticale | Elemento grammaticale      | Singolare                         | Singolare                         | Singolare                         | Plurale    | Plurale    | Plurale    |
| Elemento grammaticale | Elemento grammaticale      | M                                 | F                                 | N                                 | M          | F          | N          |
| --------------------- | -------------------------- | --------------------------------- | --------------------------------- | --------------------------------- | ---------- | ---------- | ---------- |
| Articolo              | determinativo              | de                                | de                                | het                               | de         | de         | de         |
| Articolo              | indeterminativo            | een                               | een                               | een                               |            |            |            |
| Pronome               | personale soggetto (3e p.) | hij                               | zij                               | het                               | zij        | zij        | zij        |
| Pronome               | personale oggetto (3e p.)  | hem                               | haar                              | het                               | hen-hun/ze | hen-hun/ze | hen-hun/ze |
| Pronome               | possessivo (3e p.)         | zijne                             | hare                              |                                   | hunne      | hunne      | hunne      |
| Pronome               | dimostrativo (vicinanza)   | deze                              | deze                              | dit                               | deze       | deze       | deze       |
| Pronome               | dimostrativo (lontananza)  | die                               | die                               | dat                               | die        | die        | die        |
| Pronome               | relativo                   | die                               | die                               | dat                               | die        | die        | die        |
| Aggettivo             | declinabile                | -e                                | -e                                | -e/.                              | -e         | -e         | -e         |
| Aggettivo             | possessivo (3e persone)    | zijn                              | haar                              | zijn                              | hun        | hun        | hun        |
| Aggettivo             | dimostrativo (vicinanza)   | deze                              | deze                              | dit                               | deze       | deze       | deze       |
| Aggettivo             | dimostrativo (lontananza)  | die                               | die                               | dat                               | die        | die        | die        |
| Nome                  | Nome                       | determinazione a priori difficile | determinazione a priori difficile | determinazione a priori difficile | -s/-en     | -s/-en     | -s/-en     |

### Voci singolari
Nel singolare, le forme maschili e femminili sono prevalentemente unificate (sin dal XVII secolo).
La distinzione dei due generi persiste solo nelle terze persone dei pronomi personali e degli aggettivi e pronomi possessivi.
L'unificazione del maschile e del femminile si traduce nella giustapposizione dei sostantivi in de-woorden (parole che richiedono l'articolo de) e het-woorden (le rimanenti parole di genere neutro).
In olandese esistono criteri piuttosto tenui per prevedere l'appartenenza di un nome ai gruppi de-/het-woorden.
Nella massima parte dei casi, la distinzione di genere va appresa parola per parola.
Essa, ovviamente, è indicata nei vocabolari madrelingua nonché nei dizionari italiano-olandese (neerlandese) di livello adeguato.
Dal punto di vista pratico, la distinzione tra de-woorden e het-woorden è più importante di quella fra parole maschili e femminili all'interno delle de-woorden.
La distinzione tra maschile e femminile diventa di second'ordine vista la tendenza ad utilizzare le due forme del dimostrativo, deze/dit (questo) o die/dat (quello), al posto dei tre generi del pronome personale oggetto hem, haar, het (lui, lei, esso).
In generale, inoltre, la lingua olandese limita ulteriormente l'uso dei possessivi quando il complemento di specificazione, ad esempio van mij (di me), è usato in alternativa a mijn (aggettivo) o mijne (pronome).
La frequenza delle forme declinate in tutti e tre generi viene quindi ridotta in prima battuta dalla sostituzione di zijn, zijne (suo) o haar, hare (sua) con van deze (di questo) o van die (di quello), in base al rapporto di vicinanza, con l'effetto di nascondere la distinzione maschile-femminile.
In aggiunta a queste facilitazioni, c'è la tendenza, soprattutto nel parlato (de spreektaal), a usare il pronome maschile anche per parecchi nomi femminili.
Ad esempio, parole di genere femminile molto usate, come aarde (terra) e zon (sole), mantengono il proprio genere nella lingua scritta, al che si attribuisce una valenza poetica piuttosto che pratica.
Nell'uso comune, tuttavia, esse possono essere trattate come maschili.
Sono, comunque, sempre da considerarsi le situazioni in cui la distinzione maschile/femminile conferisce un registro leggermente più forbito o serve una particolare esigenza di precisione.

### Voci plurali
Nel plurale la distinzione di genere è praticamente assente.
Si noti che le declinazioni al plurale tendono ad essere le stesse del singolare maschile/femminile.
Nel pronome personale oggetto coesistono le forme hen/hun, riferite a persone, e ze, riferito a cose.
Ad esempio:
de leraar ziet de scholieren en geeft hun de boeken, il maestro vede gli scolari e dà loro i libri
de leraar ziet de scholieren en geeft de boeken aan hen, il maestro vede gli scolari e dà i libri a loro
de leraar ziet de boeken en geeft ze aan de scholieren, il maestro vede i libri e li dà agli scolari
Anche la formazione del plurale dei nomi, tramite l'aggiunta di -s oppure di -en, non dipende dal genere.

### Concordanza a senso con nomi neutri
In olandese, similmente all'inglese e diversamente dall'italiano, il genere dei pronomi personali e possessivi e degli aggettivi possessivi concorda con quello del possessore.
Per i possessori di genere neutro che indicano persone o animali, l'uso della concordanza si complica leggermente:
i pronomi personali e i pronomi e aggettivi possessivi – ma non i dimostrativi e i relativi – si declinano, infatti, secondo il genere biologico.
Tale processo di concordanza a senso è parte dell'olandese formalmente corretto e non è una semplificazione colloquiale.
Ad esempio, il genere dei personali e possessivi riferiti a het kind (il bambino, la bambina), het meisje (la ragazza) o het paard (il cavallo) segue il buon senso (il genere biologico) e non la logica astratta della grammatica che vorrebbe la concordanza di genere per tutti gli attributi di un nome.
In analogia con le forme grammaticalmente coerenti delle de-woorden:
deze man en zijn boeken, questo signore e i suoi libri,
die vrouw en haar boeken, quella signora e i suoi libri
die merrie en haar veulen, quella cavalla e il suo puledro
per le het-woorden si usano le forme 'grammaticalmente incoerenti':
dit kind en zijn boeken (van hem), questo bambino e i suoi libri (di lui)
dit kind en haar boeken (van haar), questa bambina e i suoi libri (di lei)
dat meisje en haar boeken (van haar), quella ragazza e i suoi libri (di lei)
dat paard en zijn veulen (van hem), quel cavallo e il suo puledro (di lui)
Ulteriori esempi di concordanza a senso sono:
de leraar ziet het meisje en geeft haar een boek, il maestro vede la ragazza e le dà un libro
de leraar ziet het meisje dat zoekt haar boek, il maestro vede la ragazza che cerca il suo (di lei) libro
mentre al plurale l'unica distinzione importante è quella fra persone/cose presentata sopra:
de leraar ziet de meisjes die de boeken zoeken, en geeft ze hun, il maestro vede le ragazze che cercano i libri e li dà loro

### Altre osservazioni
Parole identiche possono avere una diversa funzione grammaticale.
Ad esempio, het è articolo determinativo singolare nonché pronome personale, sia soggetto che oggetto;
de è articolo determinativo singolare e plurale;
hun è sia la terza persona plurale dell'aggettivo possessivo (hun boeken, i loro libri), sia il pronome personale che indica il complemento di termine riferito a persone (hun=aan hen, a loro).
Le assonanze non necessariamente aiutano ad identificare un genere:
il pronome personale soggetto zij è tanto singolare femminile, quanto plurale; l'aggettivo (o pronome) possessivo zijn(e) è, invece, singolare maschile e neutro (corrispondente a hij o het) nonché plurale (corrispondente a zij);
ze, infine, è pronome personale oggetto, plurale e riferito a cose (quindi da non confondersi con hen).

## Articoli

### Articolo determinativo
L'articolo determinativo è de per i nomi maschili e femminili, het per i nomi neutri. La versione abbreviata, informale, di het è 't.
de man, l'uomo
de vrouw, la donna
het huis, la casa
Nel plurale si usa de per tutti i generi:
de mannen, gli uomini
de vrouwen, le donne
de huizen, le case

### Articolo indeterminativo
L'articolo indeterminativo per tutti i generi è een, con una versione informale, 'n. Tranne pochi casi, l'articolo indeterminativo è invariabile.
een man, un uomo
een vrouw, una donna
een huis, una casa
L'olandese ha un articolo indeterminativo negativo, geen, che accompagna anche nomi al plurale:
Ik heb geen bezwaar, non ho nessuna obiezione
Dit is geen stijl, questa non è eleganza
Er zijn geen huizen in deze straat, non ci sono case in questa strada

## Nomi
In olandese 'il sostantivo', o nome, è het zelfstandige naamwoord (ovvero het substantief).
Un normale dizionario olandese presenta i nomi tramite la voce singolare e ne definisce l'articolo (de/het), il genere delle de-woorden (m. > mannelijk maschile; v. > vrouwelijk, femminile) e, se in uso, la forma plurale (mv. > de meervoudsvorm) e il diminutivo. 
Normalmente è anche data la divisione in sillabe, l'accento ed eventuali pronunce atipiche.
Si noti che alcuni nomi hanno solo la forma plurale; che altri possono avere due alternative per il plurale; e che la stessa voce può avere doppio genere.
Nel caso di forme alternative il significato può cambiare o meno.
Alcuni esempi:
adem, de [m.], il respiro: non si usa né il plurale né il diminutivo
auto, de [m.], auto's, autootje, l'automobile: con plurale e diminutivo
bal, de [m.], ballen, balletje, la palla
bal, het, bals, il ballo, senza diminutivo
film, de [m.], films, filmpje, il film
hersenen, [mv.], il cervello: solo plurale, senza diminutivo
hersens, [mv.] il cervello: alternativa a hersenen
huis, het, huizen, la casa: il diminutivo non è registrato
koe, de [v.], koeien, koetje, la vacca
schilderij, de [v.] en het, schilderijen, schilderijtje, il dipinto
vrijheid, de [v.], vrijheden, la libertà: senza diminutivo
ziekte, de [v.], ziekten, ziektes, la malattia: due plurali, senza diminutivo

### Numero

#### Nomi di origine straniera
Per i nomi di origine non olandese, e:
- latina
  - se neutri sia in latino che in olandese, si usa o il plurale latino o, spesso, la s finale

Esempi: examen → examina, examens; museum → musea, museums; centrum → centra, centrums. Eccezione: geranium → geraniums, che in olandese è un femminile;
  - se maschili e riferiti a persone, si usa il plurale latino

Esempi: musicus → musici; politicus → politici; romanticus → romantici; technicus → technici.
  - se riferiti a cose, si usa per lo più il plurale olandese

Esempi: abortus → abortussen; cursus → cursussen; prospectus → prospectussen; ma catalogus → catalogi, catalogussen.
  - con terminazione in -is, si può usare il plurale latino in -es così come la forma in -en

Esempi: basis, base → bases, basissen; dosis, dose → doses, dosissen.
- d'importazione inglese e francese, si tende a mantenere il plurale straniero in -s.

Esempi: café → cafés; computer → computers; etui, astuccio → etuis; film → films; garage → garages; reservoir, serbatoio → reservoirs; restaurant → restaurants; shampoo → shampoos; website → websites. Eccezione: test → tests, testen;
Fra questi vi sono i nomi che finiscono in -eau e -ieu che, a rigore, dovrebbero prendere una x.
Esempi: milieu, ambiente → milieus; bureau, scrivania, ufficio → bureaus; cadeau, regalo → cadeaus; niveau, livello → niveaus.
D'altro canto, per i nomi inglesi il cui plurale inglese comporta una variazione ortografica, l'olandese forma il plurale secondo le proprie regole.
Esempi: baby → baby's; derby → derby's; hobby → hobby's, piuttosto che non babies, derbies, hobbies.
- di origine straniera in generale, vale la tendenza ad usare la -s. Per alcuni di essi, tuttavia, il plurale in olandese può non esistere, come ad esempio in spaghetti e broccoli.

#### Nomi di origine olandese
Le terminazioni del plurale olandese sono -s, -en e -eren.

##### Variazioni ortografiche della radice
Poiché il plurale in -en e -eren comporta l'aggiunta di sillabe, si verificano anche trasformazioni ortografiche se:
- al singolare la sillaba finale è formata da una doppia vocale (lunga) e da una consonante finale.

Al plurale la lunghezza della vocale non cambia. Per l'aggiunta della terminazione al plurale, la sillaba chiusa è diventata aperta e non è più necessario scrivere la doppia vocale per denotare il suono lungo.
Esempi: boot → boten, barche; oor, orecchio → oren; zeep, sapone → zepen.
- al singolare la sillaba finale è formata da una vocale breve accentata e seguita da una consonante.

Salvo eccezioni, al plurale la lunghezza della vocale non cambia, e la consonante finale viene ripetuta per conservare il suono breve della vocale.
Esempio: schil, buccia → schillen. Controesempio: flits, flash → flitsen; hávik, falco → haviken.
- il singolare termina in s e f, che diventano z e v al plurale quando esse sono precedute:
  - dalle consonanti l e r.

Esempi: erf, erede → erven; half, metà → halven; golf, onda → golven; laars, stivale → laarzen; zalf, pomata → zalven. Fra le eccezioni: kaars(en), candela; pols(en), polso; pers(en), stampa, pressa.
  - dalla consonante n.

Esempi: gans, oca → ganzen; grens, limite → grenzen. Fra le eccezioni: kans(en), possibilità; mens(en), persona; wens(en), desiderio.
  - da un dittongo.

Esempi: abuis, sbaglio → abuizen; huis, casa → huizen; hoef, zoccolo → hoeven. Fra le eccezioni: kruis, croce → kruizen, kruisen.
  - dalle vocali lunghe aa, ee, eu, ie, oe, oo.

Esempi: advies → adviezen; graaf, conte → graven; kaas, formaggio → kazen; kloof, dirupo → kloven; roos, rosa → rozen.

Le s e f finali nell'ortografia del singolare riflettono la perdita di sonorità delle occlusive sonore a fine parola, fenomeno che non si verifica nel plurale per l'aggiunta della terminazione.
Fanno eccezione alcuni nomi che terminano in -graaf e -soof, come filosoof → filosofen; fotograaf → fotografen; paragraaf → paragrafen.
Controesempi: bos(sen), bosco, mazzo; eis(en), requisito; ras(sen), razza; reliëf(s), rilievo; stof(fen), stoffa, materia.

##### La scelta della terminazione
La scelta fra le terminazioni del plurale può essere presentata in base alle ultime lettere del singolare e ad alcune categorie di sostantivi che hanno un comportamento omogeneo.
- Nomi che terminano in vocale a, i, o, u

Il plurale è 's dove l'apostrofo è un espediente grafico per indicare che la vocale rimane lunga quando, per aggiunta della esse, la sillaba finale diventa chiusa. Esempi: alinea, paragrafo → alinea's; pagina → pagina's; programma → programma's; ra, pennone → ra's; taxi → taxi's; risico, rischio → risico's; accu, batteria → accu's; déjà vu → déjà vu's. Alcuni nomi ammettono anche il plurale in -en, come individu → individu's/individuen; revenu, l'introito → revenu's/revenuen.
- Nomi che terminano nella vocale e (sorda)

Il plurale è in -s. Molte voci ammettono anche il plurale in -en, praticamente con la semplice aggiunta della -n. Esempi: groente, verdure → groentes/groenten; hoogte, altezza → hoogtes/hoogten; keuze, scelta → keuzes/keuzen (esiste anche il singolare keus); oorkonde, attestato → oorkondes/oorkonden; orde, ordine → ordes/orden.
Per tutti i diminutivi, che terminano sempre in -je, il plurale è sempre in -s.
Tuttavia, per gli aggettivi sostantivati, anch'essi terminanti in -e, il plurale è sempre in -(e)n. Ad esempio: de deskundige(n), l'esperto; de dierbare(n), il caro; de derde(n), il terzo; de gevallene(n), il caduto; de Noorse(n), il norvegese; de ondervraagde(n), l'intervistato; de oudere, il più vecchio → de ouderen, gli anziani; het vereiste, il requisito → de vereisten; de zieke(n), il malato.
Nel caso degli aggettivi indefiniti, non si aggiunge la terminazione del plurale quando si fa riferimento a cose, come ad esempio in onder anderen, fra gli altri; e in onder andere, fra le altre cose.
- Nomi che terminano nella vocale ee

Il plurale è generalmente in -ën, dove la dieresi (trema) segnala l'inizio di una nuova sillaba. Esempi: idee, idea → ideeën; moskee → moskeeën; panacee → panaceeën, ma anche panacees; orchidee → orchideeën; slee, slitta → sleeën; twee, due → tweeën, gruppi di due; zee, mare → zeeën.
Esistono però sostantivi che hanno il plurale esclusivamente in -s. Ad esempio: assemblee(s), assemblea/e; dictee(s), dettato/i; prostituee(s), prostituta/e. Inoltre: chimpansee(s), scimpanzé.
- Nomi che terminano nella vocale ie
  - Quando la vocale ie è accentata, il plurale è in -en e si scrive -ieën.

Esempi: drie, tre → drieën, gruppo/i di tre; economie → economieën; genie, genio → genieën; knie, ginocchio → knieën; industrie → industrieën; strategie → strategieën; theorie → theorieën.
  - Altrimenti il plurale è in -en (scritto -iën) o, più spesso, in -s o in entrambe le forme.

Esempi: bacterie → bacteriën; provincie → provinciën/provincies; tragedie → tragediën/tragedies; tralie, sbarra → traliën/tralies.
  - In particolare, i nomi che terminano in -atie, -antie, -entie, -itie, -utie prendono il plurale in -s.

Esempi: prestatie(s); garantie(s); advertentie(s), pubblicità; notitie(s), appunto/i; distributie(s).
- Nomi che terminano nella vocale oe

Si tratta di pochi sostantivi, i quali formano il plurale in -s.
Esempi: goeroe(s), guru; taboe(s), tabù; zeboe(s), zebù.
Eccezioni: il nome koe, vacca, ha il plurale irregolare koeien.
- Nomi che terminano in y

Il plurale è in -s. Quando l'ipsilon è preceduta da una consonante si usa l'apostrofo, come in baby's; derby's; whisky's. Altrimenti l'apostrofo non è necessario, ad esempio, essays, saggi.
- Nomi che terminano nel dittongo aai, ei, ij, eu, ooi, ui

Il plurale è in -en.
Esempi: haai(en), squalo; pagaai(en), pagaia; aardbei(en), fragola; bakkerij(en), panificio; dij(en), coscia; reu(en), cane (maschio); boei(en), boa; kooi(en), gabbia; prooi(en), preda; octrooi(en), brevetto; ooi(en), pecora (femmina); bui(en), scroscio; trui(en), maglione; ui(en), cipolla.
- Nomi che terminano in consonante e inoltre
  - la cui ultima sillaba è -el, -em, -en, -er

Questi vogliono il plurale in -s.
Esempi: stelsel(s), insieme; bezem(s), scopa; bodem(s), suolo; molen(s), mulino; ouder(s), genitore; portier(s), portiere; dokter(s), dottore medico.
Eccezioni: appel, mela → appelen, appels; regel, regola, rigo → regelen, regels; portier(en), sportello.
  - sono nomi comuni di persona che terminano in:
    - -aard, -aar, -erd, -ier, -eur

Questi vogliono generalmente il plurale in -s.
Esempi: kunstenaar(s), artista; leraar(s), maestro; makelaar(s), agente immobiliare; lieverd(s), caro; dikkerd(s), ciccione; investeerder, investitore; koerier(s), corriere; poelier(s), pollivendolo; adviseur(s), consulente; chauffeur(s), autista; ingenieur(s), ingegnere.
A questi si aggiungono alcuni che ammettono doppio plurale.
Esempi: ambtenaar, funzionario → ambtenaars/ambtenaren; eigenaar, proprietario → eigenaars/eigenaren; ambassadeur → ambassadeurs/ambassadeuren; directeur → directeurs/directeuren; redacteur → redacteurs/redacteuren.
Controesempi: paard(en), cavallo; honderd, cento → honderden, centinaia; laurier(en), alloro; dier(en), animale; formulier(en), modulo; deur(en), porta/e; geur(en), olezzo/i.
Eccezioni: Arabier(en), arabo/i.
    - -e, -ster e sono femminili

Questi vogliono il plurale in -s.
Esempi: agente(s); assistente(s); docente(s); medewerkster(s), impiegata; pianiste(s), pianista; verkoopster(s), venditrice.
Controesempi al maschile: agent(en), assistent(en), docent(en), medewerker(s), pianist, verkoper(s).
    - -or

Si tratta di nomi di professione ammettono spesso il doppio plurale: doctor, dottore di ricerca → doctors/doctoren; lector, docente → lectors/lectoren; professor → professors/professoren.
  - appartengono ad un gruppo ristretto di nomi di persona o animali con plurale in -s, come bruidegom(s), sposo; kok(s), cuoco; broer(s), fratello; oom(s), zio; pinguïn(s), pinguino; zoon(s), figlio, che ammette anche zonen.
  - appartengono al gruppo ristretto con terminazione in -eren

Esempi: been, beenderen, osso, con l'intromissione di una d; blad, bladeren, foglia/foglio; ei, eieren, uovo; kalf, kalveren, vitello; kind, kinderen, bambino/a; lam, lammeren, agnello; rund, runderen, bue.
Si noti che bladeren ammette la forma alternativa blaren e che la parola blad nel significato di foglio ha plurale bladen. Kleed, inteso come abito, ha plurale in klederen/kleren, mentre il plurale kleden si usa per il significato di tovaglia, tappeto, drappo.
  - con due o tre consonanti finali e non ricadenti nei gruppi precedenti

Questi vogliono il plurale in -en.
Esempi: ambt(en), ufficio pubblico; arts(en), medico/i; erwt(en), pisello; fiets(en), bicicletta/e; regeling(en), regolamenti.
  - con una consonante finale e non ricadenti nei gruppi precedenti.

Questi vogliono il plurale in -en. Fra questi abbiamo i sostantivi che finiscono in b, d, p, s, t, x, w.
Esempio: ex(en), ex; jaar, anno → jaren; vrouw(en), donna; zangeres(sen), cantante donna.
Per i sostantivi che terminano in n (ma non in en, discussi sopra) la distinzione è meno netta: man(en), uomo/mannen; plan(en/s), piano; stadion(s), stadio. Si noti che i nomi con singolare in -en hanno il plurale in -s e viceversa.

I plurali delle lettere dell'alfabeto sono a's; b's; c's; d's; e's; f's; g's; h's; i's; j's; k's; l's; m's; n's; o's; p's; q's; r'en; s'en; t's; u's; v's; w's; x'en; i-grecs o y's; z's.
Da queste seguono anche i plurali di sigle, come cao's (collectieve arbeidsovereenkomst(en), accordi di lavoro collettivi); cv's, curriculum vitae; soa's (da seksueel overdraagbare aandoening(en), malattia sessualmente trasmessa); tv's; wc's.

##### Plurali irregolari
Un numero limitato di nomi modifica la radice al plurale. Si può trattare di:
- Allungamento della vocale radicale

Per questi casi la sillaba radicale del plurale diviene aperta. In termini di scrittura, non si verifica il raddoppio della consonante nella radice dei plurali normali.
Esempi: dag, giorno → dagen (e non daggen); gebed, preghiera → gebeden; glas, vetro, bicchiere → glazen; pad, sentiero → paden; slot, serratura → sloten; weg, via → wegen
- Cambiamento della vocale radicale

Esempi: lid, membro → leden; schap, pecora → schappen; schip, nave → scheppen; stad, città → steden.
Inoltre tutti i sostantivi -heid formano il plurale in -heden, ad esempio mogelijkheid, (una) possibilità → mogelijkheden (più) possibilità.
Alcuni nomi che terminano in -man (persona) prendono, eventualmente in aggiunta alla forma regolare, anche il plurale in -lui (gente) e/o in -lieden. Ad esempio: brandweerman, pompiere → brandweerlieden, brandweermannen; edelman, nobile → edellieden; koopman, commerciante → kooplieden, kooplui; sportman, atleta → sportlieden, sportlui, sportmannen; tuinman, giardiniere → tuinlieden, tuinlui, tuinmannen; zeeman, marinaio → zeelieden, zeelui, zeemannen.

##### Singularia tantum
Questi sono i nomi senza plurale. Ad esempio: ere, onore; gedoe, scocciatura; hoop, speranza (mentre hoop, mucchio, ammette hopen); rijst, riso.
Alcuni nomi prendono il plurale da un sinonimo del singolare, talora meno usato. Ad esempio: aanbod, aanbieding, offerta → aanbiedingen; getij, getijde, marea → getijden; gevoel, sentimento → gevoelens da gevoelen, sentire; hoop, speranza, e verwachtingen, aspettativa → verwachtingen, speranze/aspettative; ka, kaai, kade, banchina → kaaien, kaden; vent, kerel, ragazzo → kerels; werk, lavoro e werkzaamheid, attività → werken (meno usato) e werkzaamheden.
Inoltre non si usa il plurale dei nomi di valuta, delle unità di misura e delle parole jaar (anno), kwartier (quarto d'ora), uur (ora), keer, maal (volta), man (persona) quando essi seguono un numero.
Ad esempio:
jaren, dagen, uren geleden, anni, giorni, ore fa; ma over drie jaar, zes dagen en twee uur, fra tre anni, sei giorni e due ore
diverse keren, diverse malen, parecchie volte; ma vier keer, viermaal, quattro volte
een hoop euros, un mucchio di euro; ma tin euro zestig cent, un euro e sessanta centesimi
weinige centimeters boven de grens, pochi centimetri sopra il limite; acht centimeter boven de grens, otto centimetri sopra il limite
er staan kilometers aan files, ci sono chilometri di incolonnamenti; ma er staat 30 kilometer aan files, ci sono 30 chilometri di incolonnamenti (staat è singolare)
er staan mensen in het gebouw, ci sono persone nell'edificio; ma er staan 400 man in het gebouw, ci sono 400 persone nell'edificio (staan è plurale)

### Genere
La ragione del raggruppamento in de-woorden (maschili e femminili) e het-woorden (neutri) è presentata nella sezione sul genere.
L'indicazione generale è che il genere va appreso nome per nome, appoggiandosi ad alcune regole specifiche.
Esistono alcuni criteri per determinare il genere di certi gruppi di nomi (het genus ovvero het grammaticaal geslacht), ma è impossibile eludere il più vasto numero di parole il cui genere non segue una logica riconoscibile ed è definito unicamente dal dizionario ufficiale.
La seguente tabella, comunque, raccoglie vari sostantivi italiani, con traduzione, collocandoli in colonne in base al genere in olandese.
Il raggruppamento tematico non intende essere rigoroso e va preso con il beneficio dell'inventario.
Lo scopo primario è indicare il livello di complessità che il lettore italiano incontra nella distinzione in de/het, fornendo al tempo stesso un lessico di base.
I due paragrafi successivi presentano quelle regole che consentono di anticipare, rispettivamente, l'appartenenza alle het-woorden e de-woorden.
| Contesto                     | De-woorden | Het-woorden |
| Natura                       | Natura | Natura |
| ---------------------------- | --- | --- |
| Animali                      | duif ‘piccione’; geit ‘capra’; haring ‘aringa’; hond ‘cane’; kat ‘gatto’; meeuw ‘gabbiano’; merrie ‘cavalla’; vis ‘pesce’; vogel ‘uccello’ | dier ‘animale’; paard ‘cavallo’; schaap ‘pecora’; varken ‘maiale’ |
| Astronomia                   | aarde ‘terra’; avond ‘sera’; dag ‘giorno’; lucht ‘aria, cielo’; maan ‘luna’; maand ‘mese’; morgen, ochtend ‘mattina’; ster ‘stella’; zon ‘sole’ | jaar ‘anno’ |
| Corpo umano                  | arm ‘braccio’; oksel ‘ascella’; borst ‘mammella; petto’; buik ‘pancia’; dij ‘coscia’; elleboog ‘gomito’; enkel ‘caviglia’; hals ‘collo’; hand ‘mano’; heup ‘fianco’; huid ‘pelle’; keel ‘gola’; knie ‘ginocchio’; kuit ‘polpaccio’; lies ‘inguine’; long ‘polmone’; maag ‘stomaco’; mond ‘bocca’; nagel ‘unghia’; navel ‘ombelico’; nek ‘nuca’; neus ‘naso’; pees ‘tendine’; penis ‘pene’; pols ‘polso’; romp ‘torso’; rug ‘schiena’; schouder ‘spalla’; spier ‘muscolo’; stem ‘voce’; teen ‘dito del piede’; vagina, schede ‘vagina’; vinger ‘dito della mano’; voet ‘piede’; wimper ‘ciglia’; zenuw ‘nervo’ | achterwerk ‘sedere’; been ‘gamba’; been, bot ‘osso’; bloed ‘sangue’; bovenlichaam ‘busto’; gezicht ‘faccia’; haar ‘capello’; hart ‘cuore’; hoofd ‘testa’; lichaam ‘corpo’; oog ‘occhio’; oor ‘orecchio’ |
| Paesaggio                    | berg ‘montagna’; heuvel ‘collina’; rivier ‘fiume’; wereld ‘mondo’; zee ‘mare’ | land ‘terra’; meer ‘lago’; strand ‘spiaggia’; veld ‘campo’ |
| Tempo (meteo)                | bui ‘scroscio’; mist ‘nebbia’; regen ‘pioggia’; sneeuw ‘neve’; storm ‘tempesta’; wind ‘vento’; wolk ‘nuvola’ | ijs ‘ghiaccio’; weer ‘tempo’ |
| Attività e discipline        | | |
| Arte                         | arte kunst; canto zang; danza dans; dipinto schilderij; film film; galleria galerie; mostra tentoonstelling; murales muurschildering; musica muziek; opera opera; pittura schilderkunst; recita voorstelling; scultura beeldhouwkunst; teatro schouwburg | balletto ballet; canzone lied; concerto concert; dipinto schilderij; museo museum; pezzo (musicale) nummer; racconto verhaal; scrittura schrijft; scultura (opera) standbeeld; teatro theater |
| Gioco                        | campionato competitie; corsia baan; palla bal; partita/gara wedstrijd; punteggio score; regola regel; sport sport | campionato kampioenschap; campo veld; classifica klassement; gioco spel; squadra team; torneo toernooi |
| Matematica                   | algebra algebra; angolo hoek; aritmetica rekenkunde; calcolo rekening; cerchio cirkel; distanza afstand; divisione verdeling; geometria meetkunde; lato kant, zijde; linea lijn; matematica wiskunde; raggio straal; soluzione oplossing; somma som; triangolo driehoek | differenza verschil; numero getal,nummer; problema probleem; prodotto product; quadrato vierkant; totale bedrag |
| Misure                       | agenda agenda; calendario kalender; distanza afstand; grado graad; litro liter; metro meter; minuto minuut; secondo seconde; spazio ruimte; temperatura temperatuur; tempo tijd; velocità snelheid | etto ons; ora uur; orologio da polso horloge; peso gewicht; chilogrammo kilogram |
| Manufatti, prodotti, oggetti | | |
| Abbigliamento                | abbigliamento kleding; anello ring; berretto pet; bottone knoop; calza sok; calza da donna kous; calzamaglia panty; camicia da donna bloes; cappello hoed; cappotto overjas; cerniera ritssluiting; collana ketting; colletto kraag; completo da donna japon, jurk; gilè di lana spencer; gonna rok; guanto handschoen; laccio veter; maglione trui; manica mouw; mutanda onderbroek; pantalone broek, pantalon; sandalo sandaal; scarpa schoen; sciarpa sjaal; tasca zak | camicia da uomo overhemd; completo da uomo kostuum; giacca jasje; giacca a vento windjack; maglia intima hemd; panciotto vest, gilet; tessuto weefsel |
| Ambiente urbano              | abitato bebouwing; chiesa kerk; chiusa sluis; cimitero begraafplaats; cinema bioscoop; città stad; fabbrica fabriek; faro vuurtoren; galleria tunnel; garage garage; giardino tuin; industria industrie; mercato markt; moschea moskee; mulino molen; negozio winkel; parcheggio parkeerplaats; piano verdieping, etage; ponte brug; quartiere wijk; rotonda rotonde; sinagoga synagoge; strada weg; teatro schouwburg; via straat; zona regio | abbazia klooster; albergo hotel; casa huis; crematorio crematorium; edificio gebouw; incrocio kruispunt; monumento monument; municipio gemeentehuis; ospedale ziekenhuis; parco park; raccordo knooppunt; ristorante restaurant; semaforo verkeerlicht; stabile pand; teatro theater; ufficio kantoor; villaggio dorp; zona gebied |
| Cibo                         | bevanda drank; burro boter; caffè koffie; crema room; crepe pannenkoek; formaggio kaas; formaggio kaas; frutto vrucht; latte melk; legumi peul; lievito gist; miele honing; noce noot; olio olij; ortaggio groente; panna slagroom; pasta pasta; pesce vis; pollo kip; prosciutto ham; salame worst; salsa saus; tè thee; vino wijn; yogurt yoghurt; zucchero suiker | acqua water; bicarbonato zuiveringszout; birra bier; carne vlees; cibo voedsel; dolce gebak; frutta fruit; pane brood; sale zout; spezia kruid; uovo ei |
| Materiali                    | argilla klei; azoto stikstof; carbone kool; cotone katoen; gomma rubber; idrogeno waterstof; lana wol; liquido vloeistof; ossigeno zuurstof; pietra steen; seta zijde; stoffa stof; sughero kurk; vernice verf | acciaio staal; alluminio aluminium; bronzo brons; carta papier; cotone katoen; creta aardewerk; cristallo kristal; cuoio leer, leder; ferro ijzer; gomma rubber; latta blik; legno hout; marmo marmer; materiale materiaal; metallo metaal; oro goud; ottone geelkoper, messing; pelle leer, leder; pietra steen; piombo lood; plastica plastic; polvere stof; porcellana porselein; rame koper; sabbia zand; smalto email; sughero kurk; terracotta terracotta; vetro glas |
| Trasporti                    | aeroporto luchthaven; autobus bus; automobile auto; autostrada snelweg; bicicletta fiets; canale kanaal; ciclomotore bromfiets; coda file; ferrovia spoorlijn; molo pier; motocicletta motorfiets; officina garage; parcheggio parkeerplaats; porto haven; strada statale hoofdweg; treno trein | aeroplano vliegtuig; aeroporto vliegveld; binario spoor; coda file; nave schip; rifornimento tankstation; stazione station; traffico verkeer; traghetto veer; trasporto vervoer |

#### Het-woorden
Sono het-woorden:
- Bisillabi che iniziano con be-, ge-, ont-, ver-

Esempi: het bedrag, l'importo; het bestand, il file; het bestuur, la dirigenza; het gebruik, l'uso; het gedoe, la seccatura; het gedrag, il comportamento; het ontbijt, la prima colazione; het onthaal, l'accoglienza; het ontslag, il licenziamento; het verbruik, il consumo; het verslag, il rapporto; het verstand, la comprensione.
Fra i controesempi: de geiser, il geiser; de verhuur, il noleggio; de verkoop, la vendita.
- Diminutivi

Il diminutivo olandese (het verkleinwoord, het diminutief) si forma per aggiunta della terminazione -je o delle varianti -tje, -kje, -pje, -etje in base a criteri di uso.
Come in italiano, il diminutivo può
riferirsi a una semplice riduzione di grandezza. Esempio: het brood, il pane, e het broodje, il panino;
conferire un'accezione vezzeggiativa o eventualmente dispregiativa. Esempio: het bier, la birra, e het biertje, la birretta; de man, l'uomo, e het mannetje, l'ometto, l'omuncolo;
distinguere oggetti analoghi ma differenziati. Esempio: het riet, la canna, e het rietje, la cannuccia.
Inoltre in olandese il diminutivo può essere puramente pleonastico. Esempi: één e eentje, uno (inteso come numerale); de zon, il sole e in het zonnetje, al sole.
I diminutivi possono derivare anche da
aggettivi. Ad esempio enkel, unico, e het enkeltje, il biglietto di andata; mobiel, mobile, e het mobieltje, il telefonino; nieuw, nuovo, e het nieuwtje, la novità; dit, dat, questo, quello, e de ditjes en datjes, le faccende spicciole;
avverbi. Ad esempio: tussendoor, nel mezzo o nel frattempo, e het tussendoortje, lo spuntino;
preposizioni. Ad esempio: uit, fuori, e het uitje, la gita (de uitje è anche il diminutivo di de ui, la cipolla).
Esistono parole che terminano in -je senza essere diminutivi né neutri. Esempi: de bonje, la rissa; de franje, la frangia; de plunje, i panni. Fra questi, de franje ha il diminutivo het franjetje.
L'abbondanza delle forme diminutive in olandese, specialmente nel parlato, non può passare inosservata. Almeno dal punto di vista della gestione della lingua, esse offrono la possibilità di usare la forma neutra come passe-partout per aggirare il dilemma de/het. Trattandosi di un tratto caratteristico del linguaggio, l'ascoltatore italiano non deve necessariamente associare al diminutivo olandese le stesse intenzioni espressive dell'uso italiano. In questo caso la familiarità con la lingua viva è l'aiuto insostituibile.
- Forme sostantivate

- Aggettivi

Esempi: het goede, il bene; het juiste, il giusto; het beste, il meglio; het belangrijkste, la cosa più importante; het eerste (tweede, etcetera), la prima (seconda, eccetera) cosa. Si noti la forma declinata dell'aggettivo con l'aggiunta della terminazione -e.
In generale la forma declinata non si usa se l'aggettivo sostantivato compare in un complemento indiretto. Ad esempio: in het echt, sul serio; voor het eerst, per la prima volta. A margine si noti che per dire 'per la seconda, terza, ... volta' esistono le espressioni voor de tweede, derde ... keer e non voor het tweed(e), derd(e), ....
Controesempi: mentre donker, scuro, o droog, asciutto, sono aggettivi, het donker, il buio, e het droog, l'asciutto sono sostantivi neutri.
Het donker valt om zeven uur, il buio scende alle sette
De boot op het droog trekken, tirare la barca al secco
Anche i nomi dei colori fanno parte di questo gruppo. Esempi: het blauw, il blu; het bruin, il marrone; het geel, il giallo; het groen, il verde; het oranje, l'arancione; het rood, il rosso; het wit, il bianco; het zwart, il nero. Notare che 'il colore' è de kleur.
Oranje is geen primaire kleur, l'arancione non è un colore primario
Het wit van het ei, il bianco dell'uovo
Ik heb deze trui in het blauw, ho questo maglione in blu

- Avverbi

Esempi: het waarom, il perché; het voor en tegen, i pro e i contro.

- Infiniti

Gli infiniti sostantivati sono usati frequentemente. Quando sono usati in alternativa ad un sostantivo corrispondente ugualmente diffuso, il tono diventa leggermente più forbito.
Het doel van deze pagina is de uitleg/het uitleggen van de Nederlandse grammatica, lo scopo di questa pagina è la spiegazione della grammatica olandese
Uw suggestie helpt de verbetering/het verbeteren van onze dienstverlening, il suo suggerimento ci aiuta a migliorare il nostro servizio
De Zuiderzee heet IJsselmeer sinds de voltooiing/het voltooien van de Afsluitdijk in 1932, il Mare del Sud si chiama Lago Ijssel a partire dal completamento della diga di sbarramento nel 1932
Voor (het maken van) een persoonlijke afspraak kunt u contact opnemen met..., per (prendere) un appuntamento di persona, si può mettere in contatto con...
S'incontrano comunque anche infiniti sostantivati senza articolo:
Let op! Geld lenen kost geld, attenzione! prendere in prestito denaro costa denaro
Lid worden is makkelijk, diventare membri è facile
Meer betalen dan nodig?, pagare più del necessario?
Opruimen kostet minder tijd dan zoeken, ordinare costa meno tempo di cercare
Roken is niet toegestaan in deze trein, in questo treno non è consentito fumare
- Neutri greci e latini importati

In linea di massima molti sono riconoscibili dal suffisso finale -um o -on dalle seconde declinazioni latina e greca, rispettivamente. Numerosi esempi: het adagium, l'adagio; het aluminium, l'alluminio; het basilicum, il basilico; het centrum, il centro; het criterium, il criterio; het conservatorium, il conservatorio; het decennium, il decennio; het estuarium, l'estuario;  het laboratorium/het lab, il laboratorio; het medium, il medium, il mezzo; het museum, il museo; het stadion, lo stadio. Het genus, il genere, e het schema, lo schema, sono altri esempi di importazioni latine e greche che hanno mantenuto il genere neutro in olandese.
Eccezioni: de datum, la data; de geranium, il geranio (i nomi di fiori sono de-woorden); de petroleum, il petrolio; de/het opium, l'oppio. Het station, la stazione, è un neutro che non appartiene a questo gruppo.
- Nomi con terminazione in

- -asme, -isme, dalla traduzione generalmente intuitiva:

Esempi: het enthousiasme; het mechanisme; het orgasme; het pleonasme; het sarcasme; het spasme; het idealisme; het realisme; het socialisme; het pragmatisme.

- -ment

Esempi: het appartement; het assortiment; het compliment; het evenement, l'avvenimento; het experiment; het firmament; het instrument, lo strumento; het moment; het segment.
Non sempre sussiste la corrispondenza fra i nomi italiani, piuttosto frequenti, terminanti in -mento e quelli olandesi, meno frequenti, terminanti in -ment. Il madrelingua italiano potrebbe scivolare in associazioni maccheroniche creando corrispondenti olandesi inesistenti. Controesempi: il comportamento, het gedrag; il movimento, de beweging; il pagamento, de betaling; e in senso contrario: het klassement, la classifica; het mankement, il guasto.

- -sel

Questi derivano spesso da verbi. Esempi: het voor-/achtervoegsel, il pre-/suffisso, da voegen, aggiungere; het bekleedsel, il rivestimento, da kleden, indossare; het mengsel, la miscela, da mengen, mescolare; het stelsel, il sistema, da stellen, porre;  het slijpsel, lo sfrido, il taglio, da slijpen, affilare, intagliare; het verschijnsel, il fenomeno, il sintomo, da verschijnden, apparire; het voedsel, il cibo, da voeden, nutrire. Si ha, per esempio, anche het letsel, la lesione, senza un verbo dalla radice corrispondente.
Alcuni nomi possono avere doppio genere, come het/de deksel, il coperchio, da dekken, coprire; de/het stijfsel, l'amido, da stijven, irrigidire. Esistono nomi in de terminano in -sel ma non sono formati per aggiunta di un suffisso ad una radice verbale, come de diesel, il diesel; de mossel, la cozza.
- Lingue e parlate
  - Esempi di lingue: het Arabisch, l'arabo; het Chinees, il cinese; het Engels, l'inglese; het Duits, il tedesco; het Frans, il francese; het Fries, il frisone; het Hindi, l'hindi; het Italiaans, l'italiano; het Nederlands, il neerlandese o "olandese standard"; het Swahili, lo swahili; het Spaans, lo spagnolo.
  - Esempi di dialetti regionali neerlandesi: het Achterhoeks, il dialetto della Gheldria; het Brabants, il dialetto del Brabante; het Hollands, l'olandese occidentale; het Limburgs, il limburghese; het Nederlands Nedersaksisch, il basso sassone dei Paesi Bassi; het Twents, il dialetto del Twente; het Vlaams, il fiammingo; het Zeeuws, lo zelandese.
  - Esempi di dialetti cittadini: het Amsterdams, il dialetto di Amsterdam; het Rotterdams, il dialetto di Rotterdam; het Zwols, il dialetto di Zwolle.
  - Esempi di linguaggi artificiali: het Fortran, het Perl, het Visual Basic.

I nomi delle lingue, così come quelli che indicano nazionalità, vanno in maiuscolo e l'articolo spesso si omette.
Mag ik in (het) Engels met u spreken?, posso parlarle in inglese?
Nederlands leren is moeilijk voor Italianen zoals Italiaans leren (is) voor Nederlanders, imparare l'olandese per gli italiani è difficile tanto quanto imparare l'italiano (lo è) per gli olandesi
Da notare che 'la lingua' è de taal, mentre 'il dialetto' è het dialect o de streektaal.
- Metalli

Esempi: het blik, la latta; het goud, l'oro; het ijzer, il ferro; het zilver, l'argento. (Si veda tabella).
- Paesi, città, isole

L'articolo appare per conferire un tono di distinzione:
Nederland is altijd een mooi land, maar het Nederland in de zonneschijn is veel mooier, i Paesi Bassi sono sempre un bel paese, ma i Paesi Bassi con il sole sono molto più belli
Het ondernemende Eindhoven is in beweging, la Eindhoven imprenditrice è in movimento
- Punti cardinali

Het noord (il nord); het westen (l'ovest); het zuiden (il sud); het oosten (l'est); het noord-westen (il nord ovest); eccetera.
- Sport e giochi

Esempi: het hockey; het judo; het basketbal; het mikado; het poker; het tennis; het voetbal; het volleybal. Alcuni sono neutri anche perché si tratta di verbi all'infinito (het hardlopen, la corsa; het wielrennen, il ciclismo; het zwemmen, il nuoto). Fa eccezione de atletiek che segue una regola delle de-woorden.

#### De-woorden
Sono de-woorden (senza escludere il doppio genere):
- Nomi autoctoni che terminano in
  - -de, -te

Esempi: de aangifte, la denuncia; de behoefte, il bisogno; de beroerte, il colpo; de boete, la multa; de kunde, la scienza; de liefde, l'amore; de mate, la misura; de moeite, lo sforzo; de rente, il tasso d'interesse; de stilte, il silenzio.
Parecchi sostantivi che terminano in -te corrispondono ad aggettivi e sono, per la maggior parte, astratti. Esempi: de breedte, l'ampiezza, da breed; de diepte, la profondità, da diep; de duurte, l'esosità, da duur, costoso; de grootte, la grandezza, da groot; de groente, la verdura, da groen, verde; de hoogte, l'altezza, da hoog; de ondiepte, la bassezza, da ondiep; de ruimte, lo spazio, da ruim, spazioso; de vlakte, la pianura o la piattezza, da vlak, piatto; de ziekte, la malattia, da ziek, ammalato. Gli stessi aggettivi possono essere connessi a nomi neutri, talvolta con sovrapposizione di significato, come ad esempio het ruim, il vano; het vlak, la pianura o il piano.
Questi sostantivi non vanno confusi con i participi che finiscono in -de e che, nella forma sostantivata, seguono il genere di ciò a cui si riferiscono. Esempi: de ondergetekende, il/la sottoscritto/a, e het gehuurde, il bene affittato.
- -ij

Questi derivati spesso sono connessi a sostantivi che indicano un'attività, mestiere o professione, e per lo più denotano il luogo dove questi vengono svolti. Esempi: de bakkerij, il panificio, da de bakker, il panettiere; de boerderij, la fattoria, da de boer, il contadino; de drogisterij, la drogheria, da de drogist, il droghiere; de imkerij, l'apicoltura, da de imker, l'apicoltore; de maatschappij, la società, da de maatschap, l'associazione; de slagerij, la macelleria, da de slager, il macellaio; de schilderij, il dipinto, da de schilder, il pittore; de slijterij, il negozio di liquori, da de slijter, il mercante di vino. Si notino het hardlopen, la corsa, de hardloper, il corridore, e de hardloperij, la gara.
Altri esempi non connessi a professioni sono de proeverij, la degustazione; de ketterij l'eresia; de lekkernij, la leccornia.
Nomi non derivati possono come non possono seguire questa regola: per esempio, de rij la riga; het getij, la marea. Si possono avere casi di doppio genere, da de/het schilderij.
- -ing

Questi sono connessi a verbi. Esempi: zich ergeren, arrabbiarsi, e de ergenis, l'irritazione; herhalen, ripetere, e de herhaling, la ripetizione; regeren, governare, e de regering, il governo; stijgen, innalzarsi, e de stijging, l'innalzamento; uitzonderen, escludere e de uitzondering, l'eccezione; voeden, nutrire, e de voeding, l'alimentazione; voltooien, finire, e de voltooing, il completamento.
Het geding, il processo, e het messing, l'ottone, sono controesempi che seguono le regole delle het-woorden, non associati ad un verbo.
- -nis

Questi sono comunemente connessi a verbi. Esempi: de begrafenis, il funerale, da begraven, seppellire; de betekenis, il significato, da betekenen, significare; de geschiedenis, la storia, geschieden, da accadere; de getuigenis, il testimone, da getuigen, testimoniare; de kennis, la conoscenza, da kennen, conoscere; de stoornis, il disturbo, da storen, disturbare. Esistono casi di doppio genere, quali de/het vuilnis, il pattume.
- -st

Questi sono spesso associati a verbi. Esempi: de aankomst, l'arrivo, da aankomen, arrivare; de angst, la paura; de dienst, il servizio, da dienen, servire; de gunst, il favore, da gunnen, concedere; de opbrengst, il risultato, da opbrengen, causare; de toekomst, il futuro, da toekomen, spettare; de vondst, il ritrovamento, da vinden, trovare; de welkomst, il benvenuto; de winst, il guadagno, da winnen, vincere.
- -uur

Anche questi sono spesso associati a verbi. Esempi: de duur, la durata, da duren, durare; de huur, l'affitto, da huren, affittare; de muur, il muro; de receptuur, la ricetta; de stuur, il volante, il manubrio, da sturen, guidare.
Questa regola vale in seconda battuta rispetto a quella dei nomi neutri che iniziano in be-, ge-, ver-: ad esempio, het bestuur, la dirigenza, la conduzione.
- Nomi di origine straniera, in generale dalla traduzione in italiano immediata, che terminano in:
  - -ade, -ide, -ode, -ude

Esempi: de periode, il periodo; de episode, l'episodio; de prelude, il preludio.
- -age

Esempi: de garage, l'officina; de massage, il massaggio.
Eccezioni: het percentage, la percentuale; het personage, il personaggio; het/de voltage, il voltaggio.
- -esse

Esempi: de delicatesse, la delicatezza.
- -ica

Esempi: de fysica, la fisica; de grammatica, la grammatica.
- -ie

Esempi: de artillerie, l'artiglieria; de industrie, l'industria; de nachtmerrie, l'incubo; de prestatie, la prestazione; de regie, la regia; de religie, la religione; de traditie, la tradizione.
- -iek

Esempi: de atletiek, l'atletica; de erotiek, l'erotismo; de hectiek, la frenesia; de muziek, la musica; de politiek, la politica; de symboliek, il simbolismo.
- -ine

Esempi: de discipline, la disciplina.
- -iteit

Esempi: de elektriciteit, l'elettricità; de kwaliteit, la qualità; de mentaliteit, la mentalità.

- -ose
- -sis, -tis, -xis

Esempi: de basis, la base; de crisis, la crisi; de syntaxis, la sintassi.
- -suur, -tuur

Esempi: de censuur, la censura; de cultuur, la cultura; de temperatuur, la temperatura.
Eccezioni: het avontuur, l'avventura; het/de creatuur, la creatura.
- -theek

Esempi: de apotheek, la farmacia; de bibliotheek, la discoteca;de discotheek, la discoteca.
- -yse

Esempi: de analyse, l'analisi.
- Numeri, lettere, note

L'articolo è usato quando si indica il numero come oggetto materiale. Per esempio:
De zes is het onderste nummer op de klok, il sei è il numero più in basso dell'orologio
Zes is het getal tussen vijf en zeven, il sei è il numero tra il cinque e il sette
Si noti comunque che le parole che indicano il 'numero' sono neutre (het getal, het nummer, het cijfer).
- Malattie

Esempi: de griep, l'influenza; de koorts, la febbre.
- Frutta, ortaggi, fiori, piante e alberi
- Stagioni

Queste sono de winter, l'inverno; de lente, la primavera; de zomer, l'estate; e de herfst, l'autunno. Esistono però anche le voci composte het voorjaar per la primavera e het najaar per l'autunno.

#### Nomi composti
Il genere di un nome composto, de samenstelling è, salvo eccezioni, quello del nome finale, het rechterdeel .
La parte iniziale, het linkerdeel può essere un'altra parte del discorso, aggettivo, avverbio, sostantivo o un altro composto.
In quanto al significato, i composti olandesi possono corrispondere, in italiano, tanto ad una singola voce quanto ad un'espressione nominale.
Si hanno composti olandesi:
- corrispondenti ad un'unica voce italiana
  - formati da aggettivi e sostantivi:

nieuw, nuovo + het jaar, l'anno + de dag, il giorno → de nieuwjaarsdag, il capodanno
- formati da avverbi o proposizioni e sostantivi:

samen, insieme + de stelling, la postazione → de samenstelling, il composto
voor, davanti + het jaar, l'anno → het voorjaar, la primavera
uit, fuori + de gang, il passaggio → de uitgang, l'uscita, per pedoni
uit, fuori + de rit, la guida → de uitrit, l'uscita, per veicoli

wel, bene + het zijn, l'essere → het welzijn, il benessere
- formati da sostantivi:

de aarde, la terra + de appel, la mela → de aardappel, la patata (cfr. pommes de terre in francese)
de hand, la mano + de schoen, la scarpa → de handschoen, il guanto (cfr. Handschuh in tedesco)
de spijker, il chiodo + de broek, il pantalone → de spijkerbroek, il jeans
het wiel, la ruota + het rennen, il correre → het wielrennen, il ciclismo
de zieken, i malati + het huis, la casa → het ziekenhuis, l'ospedale
- corrispondenti a espressioni nominali in italiano:
  - formati da avverbi o preposizioni e sostantivi:

na, dopo + de middag, il mezzogiorno → de namiddag, il tardo pomeriggio (cfr. post meridiem in latino)
- formati da aggettivi e sostantivi:

rechter, più a destra + het deel, la parte → het rechterdeel, la parte finale
- formati da sostantivi:

de bril, l'occhiale + het montuur, la montatura → het brilmontuur, la montatura dell'occhiale
de fiets, la bicicletta + het pad, il sentiero → het fietspad, la pista ciclabile
de Hottentotten, gli Ottentotti + de tenten, le tende + de tentoonstelling, la mostra → de Hottentottententententoonstelling, la mostra sulle tende degli Ottentotti, scioglilingua olandese
de kust, la costa + de lijn, la linea → de kustlijn, la linea di costa
de voet, il piede + de bal, la palla → de voetbal, il pallone da calcio
de trein, il treno + de samenstelling, il composto → de treinsamenstelling, la composizione del treno
In casi più rari, il significato del nome composto può essere completamente diverso dall'accostamento dei suoi componenti.
Da considerare, per esempio, sono:
de boterham, la fetta di pane ≠ de boter, il burro + de ham, il prosciutto
het klokhuis, il torsolo ≠ de klok, la campana + het huis, la casa
het ogenblik, l'attimo ≠ de oog, l'occhio + het blik, la latta
de paddenstoel, il fungo di campagna ≠ het pad, il sentiero + de stoel, la sedia
het voetbal, lo sport del calcio ≠ de voet, il piede + het bal, il ballo

##### Suoni di raccordo
Quando il nome composto è formato da due sostantivi, un suono di raccordo, de tussenklank, si frappone talora tra le due parti del nome composto.
Tale raccordo, detto de tussenletter, può essere dato da -e-, -en-, -n-, -er- ed -s- ed è generalmente connesso alla forma plurale del primo nome.
La consonante prima del raccordo si può raddoppiare o modificare.
Il suono di raccordo non si usa quando il nome della prima parte:
- ha plurale in -s e il singolare finisce in
  - vocale

Esempi: de auto-onderdeel, il pezzo di ricambio dell'auto, dove il trattino è usato per separare le due vocali; de autoverhuur, il noleggio auto; het milieubeleid, la politica ambientale.
- -el, -em, -en, -er

Esempi: de spijkerbroek, il jeans
- indica un materiale

Esempi: de goudprijs, il prezzo dell'oro; de Melkweg, la via lattea
- indica un oggetto e termina in -er, -eur, -ier, -aar

Esempi: de likeurglas, il bicchiere da liquore; de spierpijn, il dolore muscolare; de haardracht, l'acconciatura
Negli altri casi i criteri per l'uso del raccordo possono essere più o meno stringenti:
- en

Il primo sostantivo deve avere soltanto un plurale in -en. I nomi con doppio plurale sono pertanto esclusi da questo gruppo, anche se nomi con plurale in -en possono prendere un altro suono di raccordo. Inoltre il fatto che il suono di raccordo sia uguale alla terminazione plurale non implica che il significato faccia riferimento a plurali. Ad esempio:
de aap, la scimmia + de staart, la coda → de apenstaart, la chiocciola (@)
het belang, l'interesse + de groep, il gruppo → de belangengroep, il gruppo di interesse
de fles, la bottiglia + de hals, il collo → de flessenhals, il collo di bottiglia
de klok, la campana + de toren, la torre → de klokkentoren, il campanile
de gans, l'oca + het bord, il piatto → het ganzenbord, il gioco dell'oca
de pan, la padella + de koek, il dolce → de pannenkoek, la crespella
- e si usa
  - quando il primo sostantivo corrisponde ad una persona o cosa comunemente percepita come unica:

de koningin, la regina + de dag → de koninginnedag, la festa della regina
de zon, il sole + de bloem, il fiore → de zonnebloem, il girasole
- quando il primo sostantivo non ammette plurale

de rijst, il riso + het water, l'acqua → het rijstewater, l'acqua di riso (la forma rijstwater è pure ammessa)
- quando la prima parte del nome composto è in effetti una radice verbale o un aggettivo.

- s si usa quando il primo sostantivo cade in una delle seguenti categorie:
  - diminutivo
  - indica un nome di persona maschile che termina in -er, -eur, -ier, -aar e che ha plurale in -s

ovvero in un ampio numero di situazioni, indipendenti dal plurale, in cui il primo sostantivo svolge il ruolo di complemento di specificazione del secondo:
nieuw, nuovo + het jaar, l'anno + de dag, il giorno → de nieuwjaarsdag, il capodanno
de dood, la morte + de oorzaak, la causa → de doodsoorzaak, la causa di morte
het dorp, il villaggio + de straat, la strada → de dorpsstraat, la strada del villaggio
de ingang, l'ingresso + de datum, la data → de ingangsdatum, la data d'inizio
het weer, il tempo + de verwachting, la previsione → de weersverwachting, le previsioni del tempo
de wet, la legge + het ontwerp, il progetto → het wetsontwerp, il disegno di legge
de voeding, l'alimentazione +  de waarde, il valore → de voedingswaarde, il valore nutrizionale
het volk, il popolo + de mond, la bocca → de volksmond, l'opinione comune
de zon, il sole + de ondergang, la discesa → de zonsondergang, il tramonto
- er si usa per i nomi che formano il plurale in -eren:

het kalf, il vitello + de markt, il mercato → de kalvermarkt, il mercato dei vitelli
het kind, il bambino, la bambina + de opvang, la ricezione → de kinderopvang, il nido d'infanzia
het ei, l'uovo + de dooier, il tuorlo → de eierdooier, il tuorlo dell'uovo

### Forme possessive
I nomi propri possono avere una forma possessiva, caratterizzata dall'aggiunta di -s, o se l'aggiunta incide sulla pronuncia, -'s (Jans vriendin-l'amica di Jan).
Le forme del genitivo sono arcaismi poco usati, a parte qualche espressione come De dag des oordeels (il giorno del giudizio) e alcuni genitivi plurali accompagnati der (il genitivo dell'articolo determinativo). Nella lingua comune, le forme del genitivo si formano con la preposizione van (de vriendin van mijn moeder-l'amica di mia madre).
L'aggettivo si presenta come genitivo partitivo quando è introdotto da - o accompagnato da - parole indicanti quantità, come wat, iets, veel:
wat nieuws (qualcosa di nuovo)
iets zoets (qualcosa di dolce)
Forme arcaiche di genitivo si possono trovare ancora nella forma scritta, dove di solito sono usate per ottenere un effetto "libresco" o accademico. Però molti scrittori non percepiscono la distinzione storica tra nomi maschili e neutri nel caso genitivo (dove l'articolo è des, il nome si declina con una "-s" finale, mentre gli aggettivi presentano la desinenza "-en"); e tra nomi femminili e maschili (dove l'articolo è der, i nomi non hanno nessuna desinenza e gli aggettivi hanno la desinenza "-e"). Per questo motivo, a volte si trovano costruzioni grammaticalmente scorrette e l'uso del genitivo per questo scopo è sconsigliato e di solito è considerato pomposo.
Per esempio, è possibile trovare un titolo come:
De Geschiedenis Der Nederlandse Film
La storia del cinema olandese (genitivo femminile)
in olandese moderno: De Geschiedenis van de Nederlandse Film
dove "Film" è declinato come un nome di genere femminile, e "Nederlandse" è declinato conseguentemente.
Scritto correttamente, dovrebbe essere:
De Geschiedenis Des Nederlandsen Films
La storia del cinema olandese (genitivo maschile)
in olandese moderno: De Geschiedenis van de Nederlandse Film
perché in olandese "film" è storicamente un nome maschile. Comunque, questo uso formale del caso genitivo probabilmente continua a esistere perché si incontra spesso negli istituti di istruzione superiore. Per esempio, tutte le facoltà dell'Università di Leida hanno nomi declinati nel caso genitivo.

## Aggettivi
Nella frase nominale, l'aggettivo precede il nome (e segue l'articolo, se presente). In questa posizione, la maggior parte degli aggettivi ha una forma base (per esempio wit, bianco, rood, rosso, zwart, nero) e una forma in -e, che comporta eventuali modifiche ortografiche (per esempio witte, rode, zwarte).
L'aggettivo in -e si usa per i nomi plurale di ogni genere, per le de-worden al singolare (nomi maschili e femminili) e per le het-worden al singolare precedute dall'articolo determinativo:
- de-worden

- de rode appel - la mela rossa
- een rode appel - una mela rossa
- rode appels - mele rosse

- het-worden

het rode huis - la casa rossa (con articolo determinativo)
een rood huis - una casa rossa (con articolo indeterminativo)
rode huizen - case rosse (senza articolo)

## Pronomi

### Pronomi personali soggetto e complemento
Pronomi personali soggetto
- ik ('k)io
- jij (je)/u tu/Lei
- hij (ie) /zij (ze)/het('t) lui/lei/esso(a)
- wij (we) noi
- jullie voi
- zij (ze) loro/essi(e)

U (scritto di norma minuscolo) è la forma di cortesia (Lei). Ha il verbo della seconda persona singolare (jij).
Le forme alternative tra parentesi senza apostrofo sono molto utilizzate nella forma parlata.
Zij (ze) significa sia "lei" sia "loro". Li si distingue dal verbo.
Ie si trova solo im posizione enclitica, cioè si lega tramite un trattino alla parola che la precede.
Wil-ie eten? Vuole mangiare lui?
Pronomi personali complemento
- mij (me) me
- jou (je) te
- hem ('m)/haar ('r)/het ('t) lui/lei/esso(a)
- ons noi
- jullie voi
- hen/hun (ze) loro/essi(e)

Le forme tra parentesi senza apostrofo sono più comuni e colloquiali.

## Verbi

### Coniugazione
Un verbo olandese (het werkwoord) è identificato dall'infinito presente (de infinitief, de onbepaalde wijs o het hele werkwoord), dal tempo passato (de (onvoltooid) verleden tijd, presentato nei dizionari dalla prima persona singolare) e dal participio passato (het voltooid deelwoord).
Queste forme base definiscono il paradigma del verbo (de stamtijden) che è sufficiente per ricavarne la coniugazione completa (de vervoeging).

#### Infinito presente e identificazione della radice
L'infinito consente di identificare la radice (de stam) del verbo tramite la rimozione del suffisso -en.
I verbi irregolari doen (fare), gaan (andare), slaan (colpire), staan (stare), zien (vedere) e zijn (essere) formano l'infinito per aggiunta di una semplice -n e sono gli unici infiniti monosillabici.

Per estrarre la radice, bisogna aspettarsi le modifiche ortografiche reversibili riguardanti:
- le vocali lunghe accentate, che conservano il suono lungo ma possono essere scritte in maniera diversa. Ad esempio:

infinito bedaren (calmarsi) → radice bedaar-
infinito spelen (giocare) → radice speel-
infinito koken (bollire) → radice kook-
infinito sturen (dirigere) → radice stuur-
infinito bevelen (comandare) → radice beveel- (la e accentata di bevèlen si allunga)
infinito wandelen (passeggiare) → radice wandel- (la e non accentata di wàndelen non si allunga)
infinito rijden (guidare) → radice rijd- (il dittongo nella radice non necessita riscrittura per mantenere lo status di vocale lunga)
- le vocali brevi, che conservano il suono corto ma perdono la consonante ripetuta che eventualmente la segue. Le radici olandesi non terminano mai in una consonante ripetuta. Anche le parole importate da lingue straniere seguono questa regola. Ad esempio:

infinito chillen (rilassarsi) → radice chil-
infinito kappen (tagliare) → radice kap-
infinito vallen (cadere) → radice val-
infinito verslinden (divorare) → radice verslind- (nessun cambiamento per una coppia di consonanti non ripetute)
- le consonanti v e z, che in olandese non si trovano mai a fine parola e che sono sostituite dalla corrispondente sorda f e s. Questo processo non è soltanto ortografico, ma anche fonetico, in quanto il suono effettivamente cambia. Ad esempio:

infinito verven (verniciare) → radice verf-
infinito kiezen (scegliere) → radice kies-
Variazioni della vocale e della consonante radicale possono coesistere:
infinito graven (scavare) → radice graaf-
infinito lezen (leggere) → radice lees-

#### Presente indicativo
La radice dell'infinito determina la coniugazione del presente indicativo (de tegenwoordige tijd) eventualmente tramite l'aggiunta di desinenze, come mostrato in tabella con alcuni esempi.
La distinzione in verbi deboli, forti e irregolari è presentata nel paragrafo successivo, ma è anticipata per mostrare che la coniugazione del presente è identica.
|                       | Verbi deboli | Verbi forti | Verbi irregolari |
| infinito              | kappen       | lezen       | brengen          |
| significato           | tagliare     | leggere     | portare          |
| radice                | kap-         | lees-       | breng-           |
| --------------------- | ------------ | ----------- | ---------------- |
| ik                    | kap          | lees        | breng            |
| jij, u, hij, zij, het | kapt         | leest       | brengt           |
| wij, jullie, zij      | kappen       | lezen       | brengen          |

Si noti che:
- la prima persona singolare coincide con la radice;
- la seconda e la terza persona singolare aggiungono una t alla radice; inoltre:

nel caso di radici che terminano in -d, si forma il gruppo -dt che si legge come una semplice t (worden, diventare → jij wordt);
nel caso di radici che terminano in -t, il verbo termina in una sola t in quanto l'olandese non ammette parole che finiscono in una consonante ripetuta (laten, lasciare → jij laat);
- le persone plurali sono uguali all'infinito.

Esistono alcuni verbi fortemente irregolari che modificano la radice anche all'interno di un tempo:
zijn (essere)
hebben (avere)
kunnen (potere = essere in grado)
mogen (potere = ricevere permesso)
willen (volere)
zullen (dovere = essere obbligati)
|                  | Zijn    | Hebben     | Kunnen   | Mogen | Willen   | Zullen   |
| ---------------- | ------- | ---------- | -------- | ----- | -------- | -------- |
| ik               | ben     | heb        | kan      | mag   | wil      | zal      |
| jij              | bent    | hebt       | kunt     | mag   | wil/wilt | zult     |
| u                | bent/is | hebt/heeft | kunt/kan | mag   | wil/wilt | zult/zal |
| hij, zij, het    | is      | heeft      | kan      | mag   | wil      | zal      |
| wij, jullie, zij | zijn    | hebben     | kunnen   | mogen | willen   | zullen   |

I verbi zijn e hebben sono anche gli ausiliari per costruire i tempi composti del passato.
Il verbo zullen è l'ausiliare usato per la costruzione del futuro.
I verbi kunnen, mogen, willen e zullen possono anche svolgere la funzione di verbi servili.
La seconda persona singolare (jij o la forma atona je) perde la desinenza quando il verbo precede il soggetto, ad esempio nella struttura della frase interrogativa:
Werk jij morgen?, Werk je morgen? Lavori domani?
Ben jij ziek vandaag?, Ben je ziek vandaag? Sei ammalato oggi?

Nel tempo presente dei verbi separabili le parti del verbo vengono separate:
aanduiden (indicare) = aan + duiden → duid aan, duidt aan, duiden aan
goedmaken (rimediare) = goed + maken → maak goed, maakt goed, maken goed
wegbijven (assentarsi) = weg + blijven → blijf weg, blijft weg, blijven weg

#### Formazione del passato indicativo e del participio passato
In base al processo di formazione del tempo passato e del participio passato, i verbi olandesi sono classificati in deboli, forti, misti e irregolari.

##### Verbi deboli
Un verbo è detto debole (zwak werkwoord) se
1. per la formazione sia del passato indicativo sia del participio passato,
2. usa la stessa radice del presente con l'aggiunta di una dentale, -d- o -t-.

- Si aggiunge la t per i verbi il cui infinito senza -en termina nelle sei consonanti ch, f, k, p, s, t.

Regole mnemoniche sono date dalle parole  't kofschip (la nave mercantile),  't fokschaap (la pecora d'allevamento) o soft ketchup che contengono le consonanti in questione. È importante ricordare che questa regola dipende dall'ultima consonante dell'infinito senza -en e non della radice stessa. La distinzione è significativa quando si presenta la mutazione v/f:
blaffen (abbaiare), con radice blaf- → blaf+t-
leven (vivere), con radice leef- → leef+d-
lassen (saldare), con radice las- → las+t-
reizen (viaggiare), con radice reis-→ reis+d-
- Si aggiunge la d per le radici che terminano con le altre consonanti o con una vocale.

Anche se nel neerlandese corrente la distinzione di suono fra ch e g è sempre più tenue, gli effetti sull'identificazione della radice e sulla declinazione rimangono:
pochen (vantarsi), con radice poch- → poch+t-
pogen (tentare), con radice poog- → poog+d-
La coniugazione del tempo passato è mostrata in tabella tramite alcuni esempi.
Si noti che:
- le tre persone singolari sono uguali e terminano con le desinenze -de o -te;
- le tre persone plurali sono uguali e terminano con le desinenze -den o -ten;
- per le radici con vocale breve che finiscono in t, le persone plurali del presente e del passato sono uguali (wij zetten, noi posiamo, noi posammo).

|                           | forme in -d- | forme in -d- | forme in -d- | forme in -d- | forme in -d- | forme in -t- | forme in -t- | forme in -t- | forme in -t- | forme in -t- | forme in -t- |
| infinito                  | bloeien      | leiden       | leven        | reizen       | stromen      | pochen       | blaffen      | maken        | knopen       | poetsen      | zetten       |
| significato               | fiorire      | portare      | vivere       | scorrere     | viaggiare    | vantarsi     | abbaiare     | fare         | annodare     | pulire       | posare       |
| radice                    | bloei-       | leid-        | leef-        | reis-        | stroom-      | poch-        | blaf-        | maak-        | knoop-       | poets-       | zet-         |
| ------------------------- | ------------ | ------------ | ------------ | ------------ | ------------ | ------------ | ------------ | ------------ | ------------ | ------------ | ------------ |
| ik, jij, u, hij, zij, het | bloeide      | leidde       | leefde       | reisde       | stroomde     | pochte       | blafte       | maakte       | knoopte      | poetste      | zette        |
| wij, jullie, zij          | bloeiden     | leidden      | leefden      | reisden      | stroomden    | pochten      | blaften      | maakten      | knoopten     | poetsten     | zetten       |

Nel tempo passato dei verbi separabili le parti del verbo vengono separate:
aanduiden (indicare) = aan + duiden → duidde aan, duidden aan,
goedmaken (rimediare) = goed + maken → maakte goed, maakten goed
opleiden (istruire) = op + leiden → leidde op, leidden op
Per la formazione del participio passato si aggiunge, in primo luogo, alla radice la -d- o -t- di spettanza.
Quindi sussistono due raggruppamenti:
- verbi composti non separabili che non richiedono altre aggiunte. Fra questi quelli che iniziano in be-, er-, ge-, her-, ont- e ver-:

beloven (promettere) → beloofd
erkennen (ammettere) → erkend
geloven (credere) → geloofd
herkennen (riconoscere) → herkend
ontwikkelen (sviluppare) → ontwikkeld
vermaken (intrattenere) → vermaakt
- gli altri verbi che aggiungono il prefisso ge- prima della radice:

bloeien → gebloeid
leiden → geleid
stromen → gestroomd
pochten → gepocht
zetten → gezet
A questo gruppo appartengono anche i verbi composti separabili che nel participio passato producono una parola unica. La particella ge si frappone tra le due parti del verbo:
aanduiden (indicare) = aan + duiden → aangeduid
goedmaken (rimediare) = goed + maken → goedgemaakt
opleiden (istruire) = op + leiden → opgeleid
Si noti che in olandese:
- le parole non finiscono mai con doppia consonante e, nel caso in cui il participio debba terminare in dd (esempio: leiden) o tt (esempio: zetten), si scrive solo una consonante (esempi: geleid e gezet);
- la d finale si pronuncia come t, quindi la scelta -d/-t non risulta dall'ascolto di un participio passato.

|             | forme in -d- | forme in -d- | forme in -d- | forme in -d- | forme in -d- | forme in -t- | forme in -t- | forme in -t- | forme in -t- | forme in -t- | forme in -t- |
| infinito    | bloeien      | leiden       | leven        | reizen       | stromen      | pochen       | blaffen      | maken        | knopen       | poetsen      | zetten       |
| significato | fiorire      | portare      | vivere       | scorrere     | viaggiare    | vantarsi     | abbaiare     | fare         | annodare     | pulire       | posare       |
| radice      | bloei-       | leid-        | leef-        | reis-        | stroom-      | poch-        | blaf-        | maak-        | knoop-       | poets-       | zet-         |
| ----------- | ------------ | ------------ | ------------ | ------------ | ------------ | ------------ | ------------ | ------------ | ------------ | ------------ | ------------ |
|             | gebloeid     | geleid       | geleefd      | gereisd      | gestroomd    | gepocht      | geblaft      | gemaakt      | geknoopt     | gepoetst     | gezet        |

Quando un participio passato che termina in d/t è usato come aggettivo in funzione attributiva segue la declinazione degli aggettivi e può anche essere sostantivato:
die man is opgeleid (quell'uomo è istruito)
die opgeleide man (quell'uomo istruito)
de opgeleiden (gli istruiti)
I verbi importati dall'inglese sono declinati come deboli.
Ad esempio:
chillen, childe, (ge)chil(d) (rilassarsi)
coachen, coachte, (ge)coach(t) (allenare)
daten, datete, (ge)date(t) (incontrarsi per appuntamento)
crashen, crashte, (ge)crash(t) (andare in crash)
faxen, faxte, (ge)fax(t) (rilassarsi)
lunchen, lunchte, (ge)lunch(t) (pranzare)
relaxen, relaxte, (ge)relax(t) (rilassarsi)
saven, savede, (ge)save(d) (salvare)
sms'en, sms'te, (ge-)sms('t) (mandare un sms)
upload, uploadde, (ge)üploa(d) (caricare)
Si noti che:
- la radice utilizzata nella coniugazione olandese non termina mai con una consonante ripetuta che, quando presente in inglese, viene ridotta ad una;
- la regola  't kofschip si anche applica ai verbi inglesi che terminano in -ch, -sh e -x; una versione aggiornata è, per esempio,  't ex-kofschip (la ex nave mercantile).
- la vocale radicale non è soggetta alle modifiche tipiche delle parole olandesi in quanto la pronunzia della parola inglese persiste e prevale;
- per i participi passati sono ammesse anche le forme senza prefisso e desinenza; in tal senso tali verbi possono essere classificati come irregolari.

Esistono alcuni verbi deboli che hanno anche una coniugazione forte o una coniugazione mista, con o senza differenze di sfumature o significato.
Questi sono indicati nelle sezioni che coprono tali coniugazioni alternative.

##### Verbi forti
Un verbo è detto forte (sterk werkwoord) se forma
1. sia il passato indicativo sia il participio passato
2. modificando la vocale della radice del presente.

Il processo di modifica della vocale radicale è detto apofonia (de klankverandering).
Ad esempio in brek-en, brak, ge-brok-en (radice in corsivo, la vocale apofonica in grassetto), la vocale radicale assume i suoni e, a, o per costruire il presente, il passato e il participio passato rispettivamente, mentre il gruppo br_k continua a identificare la radice.
Le vocali del passato e del participio passato non necessariamente differiscono.
In olandese, esistono circa 230 verbi irregolari il cui paradigma va imparato a memoria.
Le combinazioni delle vocali modificate dall'apofonia sono comunque limitate ed esistono diverse possibilità di raggruppare i paradigmi.
La tabella raggruppa esempi di verbi forti in base alla vocale del passato (righe), del participio passato (colonne) ed eventualmente del presente (celle).
Il raggruppamento in sette classi segue la distinzione data nella voce sulla lingua olandese.
| Imperfetto     | Participio passato | Participio passato | Participio passato | Participio passato                               | Participio passato                              |
| Imperfetto     | -a- | -e- | -o- | -oe-                                             | -ou-                                            |
| -------------- | --- | --- | --- | ------------------------------------------------ | ----------------------------------------------- |
| -a-            | | presente in -e- (classe 5A) eten, at, gegeten mangiare geven, gaf, gegeven dare lezen, las, gelezen leggere presente in -i- (classe 5B) liggen, lag, gelegen giacere zitten, zat, gezeten essere seduti | presente in -e- (classe 4) breken, brak, gebroken rompere nemen, nam, genomen prendere steken, stak, gestoken infilare |                                                  |                                                 |
| -ee- classe 1  | | presente in -ij- bijten, beet, gebeten mordere blijven, bleef, gebleven rimanere glijden, gleed, gegleden scivolare kijken, keek, gekeken guardare krijgen, kreeg, gekregen ottenere lijken, leek, geleken sembrare rijden, reed, gereden guidare schrijven, schreef, geschreven scrivere snijden, sneed, gesneden tagliare wijzen, wees, gewezen indicare | |                                                  |                                                 |
| -i- classe 7B  | hangen, hing, gehangen appendere vangen, ving, gevangen catturare | | |                                                  |                                                 |
| -ie- classe 7A | presente in -a- blazen, blies, geblazen soffiare laten, liet, gelaten lasciare slapen, sliep, geslapen dormire vallen, viel, gevallen cadere wassen, wies, gewassen lavare presente in -e- heffen, hief, geheven sollevare | | presente in -e- helpen, hielp, geholpen aiutare sterven, stierf, gestorven morire presente in -o- lopen, liep, gelopen camminare stoten, stiet, gestoten colpire | presente in -oe- roepen, riep, geroepen chiamare | presente in -ou- houden, hield, gehouden tenere |
| -o- classe 3   | | | presente in -e- (classe 3B) beginnen, begon, begonnen iniziare trekken, trok, getrokken muoversi vechten, vocht, gevochten lottare presente in -i- (classe 3A) binden, bond, gebonden legare drinken, dronk, gedronken bere springen, sprong, gespongen saltare vinden, vond, gevonden trovare zingen, zong, gezongen cantare zinken, zonk, gezonken affondare |                                                  |                                                 |
| -oo- classe 2  | | | presente in -ie- (classe 2B) kiezen, koos, gekozen scegliere schieten, schoot, geschotten sparare verliezen, verloor, verloren perdere vliegen, vloog, gevlogen volare presente in -ui- (classe 2A) druipen, droop, gedropen sgocciolare sluiten, sloot, gesloten chiudere spuiten, spoot, gespoten schizzare                                                  |                                                  |                                                 |
| -oe- classe 6  | presente in -a- (classe 6A) dragen, droeg, gedragen portare ervaren, ervoer, ervaren esperire graven, groef, gegraven scavare                                                                                              | | presente in -e- (classe 6B) zweren, zwoer, gezworen giurare |                                                  |                                                 |

La coniugazione del tempo passato è mostrata in tabella tramite alcuni esempi.
Si noti che:
- le tre persone singolari sono uguali e non prendono alcuna desinenza;
- le tre persone plurali sono uguali e terminano con la desinenza -en;
- normalmente valgono le consuete modifiche ortografiche annotate per l'isolamento della radice dall'infinito. Per le voci con una coniugazione meno intuitiva, i dizionari includono nel paradigma entrambe le persone del passato.

Ad esempio con trekken, trok trokken, getrokken si vuole puntualizzare che, analogamente all'infinito, la k va raddoppiata al plurale. D'altronde, una terminazione in consonante ripetuta, come ik trokk al singolare, nell'olandese non è accettata.
| infinito                  | geven | lezen   | laten    | schrijven | sluiten  | trekken |
| significato               | dare  | leggere | lasciare | scrivere  | chiudere | tirare  |
| passato                   | gaf   | las     | liet     | schreef   | sloot    | trok    |
| ------------------------- | ----- | ------- | -------- | --------- | -------- | ------- |
| ik, jij, u, hij, zij, het | gaf   | las     | liet     | schreef   | sloot    | trok    |
| wij, jullie, zij          | gaven | lazen   | lieten   | schreven  | sloten   | trokken |

Il participio passato si forma aggiungendo alla radice con la vocale apofonica appropriata sia il prefisso ge-, come i verbi deboli, sia del suffisso -en.
Per i verbi composti valgono gli stessi criteri validi per i verbi deboli:
trekken, trok, getrokken (tirare)
aantrekken, trok aan, aangetrokken (attrarre)
vertrekken, vertrok, vertrokken (partire)
anche se alcuni verbi composti possono seguire una coniugazione diversa dal verbo che li compone:
vliegen, vloog, gevlogen (volare) → zweefvliegen, zweefvliegde, gezweefvliegd (planare)
Esistono verbi con lo stesso infinito ma con le due coniugazioni debole e forte.
Possono avere:
- significato uguale per entrambe le coniugazioni (per eventuali differenze di contesto si consulti un buon dizionario):

erven, orf, georven = erven, erfde, geërfd (ereditare)
kerven, korf, gekorven = kerven, kerfde, gekerfd (incidere)
fuiven, foof, gefoven = fuiven, fuifde, gefuifd (festeggiare)
krijsen, krees, gekresen = krijsen, krijste, gekrijst (strillare)
raken, rocht, gerocht = raken, raakte, geraakt (colpire)
schuilen, school, gescholen = schuilen, schuilde, geschuild (nascondersi)
spugen, spoog, gespogen = spugen, spuugde, gespuugd (sputare)
vrijen, vree, gevreeën = vrijen, vrijde, gevrijd (fare l'amore)
zeiken, zeek, gezeken = zeiken, zeikte, gezeikt (urinare)
zieden, zood, gezoden = zieden, ziedde, gezied (ribollire)
wuiven, woof, gewoven = wuiven, wuifde, gewuifd (sventolare, salutare)
- due significati, uno per coniugazione:

bijten, beet, gebeten (mordere) ≠ bijten, bijtte, gebijt (fare un buco nel ghiaccio)
krijgen, kreeg, gekregen (ricevere) ≠ krijgen, krijgde, gekrijgd (fare guerra)
krijten, kreet, gekreten (urlare) ≠ krijten, krijtte, gekrijt (cospargere di gesso)
lijken, leek, geleken (somigliare) ≠ lijken, lijkte, gelijkt (preparare la salma)
plegen, placht, - (avere l'abitudine) ≠ plegen, pleegde, gepleegd (commettere)
pluizen, ploos, geplozen (sfilacciarsi) ≠ pluizen, pluisde, gepluisd (far cadere pelucchi)
prijzen, prees, geprezen (lodare) ≠ prijzen, prijsde, geprijsd (dare un prezzo)
scheppen, schiep, geschapen (creare) ≠ scheppen, schepte, geschept (prendere con una pala, cavare)
schrikken, schrok, geschrokken (spaventarsi) ≠ schrikken, schrikte, geschrikt (spaventare)
snuiten, snoot, gesnoten (soffiarsi il naso) ≠ snuiten, snuitte, gesnuit (smussare)
spinnen, spon, gesponnen (filare) ≠ spinnen, spinde, gespind (fare le fusa)
stijven, steef, gesteven (inamidare) ≠ stijven, stijfde, gestijfd (irrigidire, rinforzare)
zinnen, zon, gezonnen (tramare) ≠ zinnen, zinde, gezind (garbare)
zinken, zonk, gezonken (affondare) ≠ zinken, zinkt, gezinkt (zincare)
- due significati, per uno dei quali si usa una sola coniugazione:

snuiven, snoof, gesnoven (inspirare profondamente) ≠ snuiven, snuifde/snoof, gesnuifd/gesnoven (sniffare)
- tre significati, per uno dei quali si possono usare entrambe le coniugazioni:

scheren, schoor, geschoren (radere) ≠ scheren, scheerde, gescheerd (rasentare) ≠ scheren, scheerde/schoor, gescheerd/geschoren (ordinare il filo dell'ordito)
I verbi forti con coniugazione alternativa mista sono discussi nella sezione sui verbi misti.

##### Verbi misti
I verbi misti (gemengde werkwoorden o half onregelmatige werkwoorden) hanno caratteristiche intermedie fra quelli deboli e quelli forti.
Essi fanno uso di una sola radice per l'intero paradigma, ma possono avere anche due o tre paradigmi.
Tali alternative portano con sé a volte significati diversi, a volte sfumature di significato o di contesto non necessariamente indicati in maniera unanime dai dizionari madrelingua Archiviato il 30 maggio 2018 in Internet Archive..
Al momento dell'uso si consiglia di consultare tali dizionari o madrelingua esperti.
Questi possono essere raggruppati nelle seguenti categorie con esempi (i segni = e ≠ indicano coincidenza e differenza di significato):
- indicativo passato debole + participio passato forte
  - con un solo paradigma
    - senza modifica della vocale radicale nel participio:

bannen, bande, gebannen (bandire)
barsten, barstte, gebarsten (spaccarsi)
behangen, behangde, behangen (tappezzare)
braden, braadde, gebraden (arrostire)
houwen, houwde, gehouwen (fare a pezzi)
lachen, lachte, gelachen (ridere)
laden, laadde, geladen (caricare)
scheiden, scheidde, gescheiden (separare)
spannen, spande, gespannen (tendere)
verhelen, verheelde, verholen (nascondere)
vouwen, vouwde, gevouwen (piegare)
weven, weefde, geweven (tessere)
zouten, zoutte, gezouten (salare)
verbannen, verbande, verbannen (esiliare)
- con modifica della vocale radicale del participio:

wreken, wreekte, gewroken (vendicare)
- con paradigma alternativo

- debole (variazione nel participio):

bakken, bakte, gebakken (cuocere) ≠ bakken, bakte, gebakt (giocare a backgammon o a sjoelen)
brouwen, brouwde, gebrouwen (preparare) ≠ brouwen, brouwde, gebrouwd (arrotare la erre)
heten, heette, geheten (chiamarsi) ≠ heten, heette, geheet (fare caldo)
hoeven, hoefde, gehoeven = hoeven, hoefde, gehoefd (bisognare)
malen, maalde, gemalen (macinare) ≠ malen, maalde, gemald (delirare)

- forte (variazione nel passato):

bersten, berstte, geborsten = bersten, borst, geborsten (aprirsi)
delven, delvde, gedolven = delven, dolf, gedolven (scavare)
ervaren, ervaarde, ervaren = ervaren, ervoer, ervaren (fare esperienza di)
kijven, kijfde, gekoven = kijven, keef, gekoven (altercarsi)

melken, melkte, gemolken (scocciare) ≠ melken, molk, gemolken (mungere)
raden, raadde, geraden = raden, ried, geraden (indovinare, consigliare)
rieken, riekte, geroken = rieken, rook, geroken (odorare)
stoten, stootte, gostoten = stoten, stiet, gestoten (colpire)
varen, vaarde, gevaren (risultare sgradevole) ≠ varen, voer, gevaren (navigare)
verraden, verraadde, verraden = verraden, verried, verraden (tradire)
zweren, zweerde, gezweerd = zweren, zwoor, gezworen (suppurare)
Si noti che zweren, zwoer, gezworen (giurare) ≠ zweren, zwoor, gezworen (suppurare)
- indicativo passato forte + participio passato debole
  - con paradigma alternativo debole (variazione nel passato):

jagen, joeg, gejaagd (cacciare) ≠ jagen, jaagde, gejaagd (cacciare, andare a caccia)
klagen, kloeg, geklaagd = klagen, klaagde, geklaagd (lamentarsi)
vragen, vroeg, gevraagd = vragen, vraagde, gevraagd (chiedere)
waaien, woei, gewaaid = waaien, waaide, gewaaid (soffiare del vento)
- con i tre paradigmi debole, misto e forte:

durven, durfde, gedurfd = durven, dorst, gedurfd = durven, dierf, gedurfd (osare)
verschuilen, verschuilde, verschuild = verschuilen, verschuilde, verscholen = verschuilen, verschool, verscholen (barricarsi)
wassen, waste, gewast (coprire di cera) ≠ wassen, waste, gewassen (lavare) ≠ wassen, wies, gewassen (crescere)
Altre volte, il paradigma misto ha guadagnato terreno sugli altri fino a confinarli in registri aulici o anche a soppiantarli.
In quest'ultimo caso può succedere che i dizionari aggiornati non riportino più le voci desuete che, tuttavia, si possono ancora incontrare nei testi datati.
Tra i paradigmi non riportati dall'ortografia ufficiale si annoverano:
heten, hiet, geheten
dunken, dunkte, gedunkt
lachen, loech, gelachen
verkiezen, verkoor, verkozen
Alcuni verbi composti con un verbo a paradigma misto o quelli da esso derivati seguono, invece o anche, un'altra coniugazione:
vouwen, vouwde, gevouwen (piegare) > ontvouwen, ontvouwde, ontvouwd/ontvouwen (spiegare)
lachen, lachte, gelachen (ridere) > glimlachen, glimachte, geglimglacht (sorridere)

##### Verbi irregolari
I verbi irregolari si coniugano facendo uso di diverse radici, o all'interno di un tempo o fra un tempo e l'altro.
Esistono i seguenti raggruppamenti:
- verbi fortemente irregolari che modificano la radice all'interno del presente e/o del passato. I paradigmi di questi verbi sono:

zijn, was, geweest (essere)
hebben, had, gehad (avere)
kunnen, kon, gekund (potere = essere in grado)
mogen, mocht, gemogen (potere = ricevere permesso)
willen, wou, gewild (volere)
zeggen, zei, gezegd (dire)
zullen, zou, - (dovere = essere obbligati)
Il verbo willen ha anche la coniugazione regolare debole willen, wilde, gewild. Il passato wou/wouden è proprio dello stile colloquiale.
|                           | Zijn  | Hebben | Kunnen | Mogen   | Willen | Zeggen | Zullen |
| ------------------------- | ----- | ------ | ------ | ------- | ------ | ------ | ------ |
| ik, jij, u, hij, zij, het | was   | had    | kon    | mocht   | wou    | zei    | zou    |
| wij, jullie, zij          | waren | hadden | konden | mochten | wouden | zeiden | zouden |
- verbi che seguono la coniugazione regolare dei verbi forti, ma la cui radice che cambia non solo per apofonia ma anche nella consonante:
  - con una radice per il presente e un'altra per il passato e il participio passato:

brengen, bracht, gebracht (portare)
denken, dacht, gedacht (pensare)
kopen, kocht, gekocht (compare)
moeten, moest, gemoeten (dovere)
slaan, sloeg, geslagen (colpire)
verliezen, verloor, verloren (perdere)
vriezen, vroor, gevroren (congelare)
zoeken, zocht, gezocht (cercare)
- verbi con una radice per il presente e il participio passato e un'altra radice per il passato:

gaan, ging, gegaan (andare)
komen, kwam, gekomen (venire)
staan, stond, gestaan (stare)
weten, wist, geweten (sapere)
zien, zag, gezien (vedere)
I participi dei verbi con infinito monosillabico doen, gaan e staan sono gedaan, gegaan e gestaan.
Quando sono utilizzati come aggettivi, seguono le regole di un aggettivo declinabile:
misverstane bewoordigen, termini fraintesi
gedane betalingen en verleende kwijtscheldingen, pagamenti fatti e remissioni concesse
Alcuni verbi composti con un verbo irregolare seguono, anche o invece, un'altra coniugazione:
moeten, moeste, gemoeten (dovere) → ontmoeten, ontmoette, ontmoet (incontrare)
zeggen, zei, gezegd (dire) → afzeggen, zei af/zegde af, afgezegd (disdire)

#### Ausiliari dei tempi passati e infinito passato
Gli ausiliari per formare i tempi composti del passato sono hebben (avere) e zijn (essere).
Gli infiniti passati, usati qui come esempio, sono formati come in italiano dall'infinito dell'ausiliare e dal participio passato del verbo.
Hebben si usa per i verbi:
- transitivi, incluso hebben stesso:

hebben gehad - avere avuto
- intransitivi che indicano una condizione stabile (verbi durativi):

duren (durare) → hebben geduurd (essere durato)
Eccezione: blijven (restare) → zijn gebleven (essere rimasto)
- servili, anche quando svolgono una funzione predicativa:

willen, volere → iets hebben gewild (avere voluto qualcosa), hebben willen doen (avere voluto fare)
- riflessivi:

zich haasten (affrettarsi) → zich hebben gehaast (essersi affrettati)
- impersonali (indicazioni del tempo meteorologico)

sneeuwen (nevicare) → hebben gesneeuwd (avere nevicato)
Zijn si usa per i verbi:
- zijn

zijn geweest - essere stato
- intransitivi che indicano situazioni che comportano uno spostamento o un cambiamento decisivo o irreversibile. Ad esempio:

barsten (incrinarsi, scoppiare), beginnen (iniziare), bezwijken (crollare), gaan (andare), komen (venire), krimpen (restringersi), ontluiken (sbocciare), ontspruiten (germogliare), opschieten (sbrigarsi, procedere), rijzen (alzarsi, sorgere), slinken (ridursi), sterven (morire), tijgen (dirigersi), uitschieden (smettere), verdwijnen (sparire), worden (diventare).
Inoltre si possono avere verbi che ammettono entrambi gli ausiliari.
Questi possono essere raggruppati in:
- verbi con almeno un significato, spesso transitivo, che ammette solo l'ausiliare hebben. Ad esempio:

breken (rompere) → hebben gebreken (avere rotto)
drijven (condurre) → tot wanhoop hebben gedreven (avere condotto alla disperazione)
dringen (respingere) → hebben gedrongen (avere respinto)
genezen (guarire = curare) → hebben genezen (avere guarito)
optreden (esibirsi) → in het Concertgebouw hebben opgetreden (essersi esibito al Concertgebouw)
slijten (consumare) → hebben gesleten (avere consumato)
smelten (fondere) → hebben gesmolten (avere fuso)
verliezen (perdere = essere sconfitto) → een wedstrijd hebben verloren (avere perso una partita)
trekken (tirare) → hebben trokken (avere tirato)
vertrekken (contrarre) → een spier hebben vertrokken (avere contratto un muscolo)
- verbi con almeno un significato, spesso intransitivo, che ammette solo l'ausiliare zijn. Ad esempio:

bevallen (partorire) → zijn bevallen (avere partorito)
breken (rompersi) → zijn gebreken (essersi rotto)
drijven (galleggiare) → zijn gedreven (avere galleggiato)
dringen (farsi largo) → zijn gedrongen (essersi fatto largo)
genezen (guarire = rimettersi) → zijn genezen (essere guarito)
optreden (verificarsi) → een fout zijn opgetreden (essersi verificato un errore)
slijten (logorarsi) → zijn gesleten (essersi logorato)
smelten (sciogliersi) → zijn gesmolten (essersi sciolto)
trekken (migrare) → zijn trokken (essere migrato)
vertrekken (partire) → zijn vertrokken (essere partito)
- verbi con almeno un significato che ammette entrambi gli ausiliari. Fra questi:
  - verbi che non mutano di sfumatura:

optreden (intervenire) → hebben/zijn gevolgd (essere intervenuto)
volgen (seguire) → hebben/zijn gevolgd (avere seguito)
- verbi di moto che non cambiano di sfumatura ma che seguono un uso diverso. Ad esempio:

fietsen (andare in bici), klimmen (scalare), lopen (camminare), rijden (guidare), wandelen (passeggiare), zwemmen (nuotare)
- hebben, per indicare lo svolgersi dell'azione:

langs de rivier hebben gefietst, essere andato in bici lungo il fiume
in de zee hebben gezwommen, avere nuotato nel mare
- zijn, non appena è indicata la destinazione:

naar het dorp zijn gefietst, essere andato in bici al villaggio
naar de overkant zijn gezwommen, avere nuotato fino all'altra sponda
- verbi per cui il senso assume sfumature diverse. Ad esempio:

verliezen (perdere = smarrire) → hebben/zijn verloren (avere perso)
vergeten (dimenticare) → hebben/zijn verloren (avere dimenticato)
- hebben, per volere sottolineare la situazione stessa:

een verhaal hebben vergeten, avere dimenticato un racconto (= non avere portato il libro)
een adres hebben verloren, avere perso un indirizzo (= non averlo più con sé)
- zijn, per volere sottolineare le conseguenze e implicazioni:

een verhaal zijn vergeten, avere dimenticato un racconto (= non ricordare cosa contiene)
een adres zijn verloren, avere perso un indirizzo (= non sapere dove andare)
Si noti l'espressione: uit het oog zijn verloren, essersi persi di vista

#### Futuri indicativi
In olandese i tempi futuri si formano usando come ausiliare il verbo irregolare zullen.
Il futuro semplice viene costruito coniugando zullen seguito dall'infinito presente del verbo che si vuole esprimere al futuro.
La forma verbale consta quindi di due parole:
Ik zal kopen, comprerò
Wij zullen kopen, compreremo
Il futuro anteriore viene costruito coniugando zullen seguito prima dall'infinito passato del verbo che si vuole esprimere al futuro.
L'infinito passato è formato dall'infinito dell'ausiliare hebben o zijn che spetta al verbo e dal participio passato del verbo.
La forma verbale consta quindi di tre parole:
Jij zal hebben verkocht, avrai venduto
Jullie zullen hebben verkocht, avrete venduto
Un'azione nel futuro può essere espressa anche con il verbo gaan seguito dall'infinito del verbo e, come in italiano, con un tempo presente insieme ad un avverbio di tempo:
Ik ga het doen, lo farò
Ik doe het morgen, lo farò domani

### Verbi composti e separabili
In olandese sono abbondanti i verbi composti formati dalla combinazione di una parola o particella in prima posizione e di un verbo preesistente.
Nella coniugazione tali verbi mostrano comportamenti analoghi o assimilabili, fra cui la loro eventuale separabilità.
L'elemento in prima posizione può essere:
- una delle sei particelle be-, er-, ge-, her-, ont-, ver-
- un aggettivo
- un avverbio
- una preposizione o una proposizione avverbiale
- un sostantivo

#### Verbi che iniziano inbe-,er-,ge-,her-,ont-,ver-
Queste particelle, prese a sé stante, non hanno senso compiuto, ma conferiscono sfumature al significato della radice del verbo.
Si noti che le stesse particelle hanno un ruolo nella formazione di sostantivi e aggettivi.
Gli esempi, tuttavia, illustrano una notevole varietà di esiti nel passaggio dal preesistente al nuovo significato.
A volte il verbo è solo apparentemente composto, quando la radice del verbo proviene da aggettivi o sostantivi che non hanno dato esito a forme verbali senza particella iniziale (ad esempio: verbeteren, migliorare da beter, meglio che, invece, non ha dato esito al verbo beteren).
Il comportamento grammaticale è comunque identico a quello dei verbi propriamente composti.
In particolare questa classe di verbi non è separabile e non ricorre mai alla particella ge- per la formazione del participio passato.
- be- si presta, fra vari usi, all'espressione di azioni portate a conclusione o alla formazione di verbo transitivo di significato assimilabile al verbo originario intransitivo:

bedanken (iemand), ringraziare (qualcuno) ← danken, ringraziare
bedanken (voor), rinunciare (a) ← danken, ringraziare
bedaren, calmarsi
behandelen, trattare ← handelen, commerciare
behoeven, avere bisogno di ← hoeven, esserci bisogno di
begraven, seppellire ← graven, scavare
begrijpen, comprendere ← grijpen, afferrare
zich behelpen, arrangiarsi ← helpen, aiutare
beheersen ← heersen (over), padroneggiare
bekennen, confessare ← kennen, conoscere
bekijken ← kijken (naar), guardare
beleggen, investire ← leggen, posare
beloven, promettere ← loven, lodare
beluisteren ← luisteren (naar), ascoltare
benaderen, avvicinarsi a ← naderen, avvicinarsi
benadrukken, evidenziare ←  de nadruk, l'enfasi
berekenen, far pagare, pagare ← rekenen, calcolare
beschouwen, considerare ← schouwen, contemplare
besluiten, decidere ← sluiten, chiudere
bespreken, discutere ← spreken (over), parlare di
betalen, pagare ← talen (naar), preoccuparsi (di)
betoveren, ammaliare ← toveren, fare magie
betwijfelen, dubitare di ← twijfelen (over), dubitare (di)
bewegen, muoversi ← wegen, pesare
bezorgen, consegnare, causare ← zorgen (voor), preoccuparsi (di)
- er-, di frequenza modesta:

erkennen, ammettere ← kennen, conoscere
ervaren, fare esperienza di ← varen, navigare
Controesempio: erfen (ereditare) non è un verbo composto e la sua radice è erf.
- ge-:

gedragen (zich) , comportarsi ← dragen, portare
geleiden, accompagnare ← leiden, guidare
geloven, credere ← loven, lodare
Poiché nel participio passato dei verbi di questo gruppo non si aggiunge il prefisso ge-, i participi del verbo originario e del verbo composto sono uguali: gedragen, geleid, geloofd, eccetera.
Esistono verbi non composti che iniziano in ge- e che formano il participio passato senza prefisso:
gelasten, gelastte, gelast, ordinare
genezen, genas, genezen, guarire, curare
genieten, genoot, genoten, godere
getuigen, getuigde, getuigd, testimoniare
come anche verbi non composti che, normalmente, ammettono il prefisso:
geeuwen, geeuwde, gegeeuwd, sbadigliare
generen (zich), geneerde, gegeneerd, imbarazzarsi
- her- conferisce l'idea di ripetizione del verbo principale. Esempi:

herhalen, ripetere ← halen, prendere
herkennen, riconoscere ← kennen, conoscere
herladen, ricaricare ← laden, ricaricare
herlezen, rileggere ← lezen, leggere
herzien, rivedere ← zien, vedere
- ont- generalmente conferisce l'idea di un processo o di una situazione contrari al senso della radice del verbo. Esempi:

ontbinden, dissolvere ← binden, legare
ontbijten, fare colazione ← bijten, mordere
ontdekken, scoprire ← dekken, coprire
ontharen, depilare ← ´de/het haar, la peluria (haren, perdere capelli)
onthouden, tenere a mente ← houden, tenere
ontkennen, negare ← kennen, conoscere
ontkomen, scampare ← komen, venire
ontlenen (aan), attingere (a) ← lenen, prendere/ricevere in prestito
ontmantelen, smantellare ← de mantel, il mantello
ontmoedigen, scoraggiare ← de moed, il coraggio
ontmoeten, incontrare ← moeten, dovere
ontroeren, commuovere ← roeren, muovere
ontslaan, licenziare, esonerare ← slaan, colpire
ontstaan, venire a crearsi ← staan, stare
ontvangen, ricevere ← vangen, afferrare
ontwaarden, deprezzarsi ← de waarde, il valore
ontwennen, disabituarsi ← wennen, abituarsi
ontzetten (uit), privare (di) ← zetten, posare
- ver- conferisce, fra altre possibilità, le idee di incremento, cambiamento, reciprocità o superamento rispetto alla situazione descritta dalla radice. Ad esempio:

verbeteren, migliorare ← beter, meglio
verbruiken, consumare
verbouwen, ristrutturare ← bouwen, costruire
verhalen, narrare ← halen, prendere
verhitten, riscaldarsi ← de hitte, la calura
verhuizen, traslocare ← het huis, la casa
verhuren, dare in affitto ← huren, prendere in affitto
verkennen, esplorare ← kennen, conoscere
verklaren, dichiarare ← klaren, sbrigare, chiarificare
verkopen, vendere ← kopen, acquistare
verleggen, spostare ← leggen, posare
vermoeien, stancare ← moe, stanco
verrichten, eseguire ← richten, rivolgere
verslapen, dormire troppo a lungo ← slapen, dormire
vervangen, sostituire ← vangen, afferrare
vervelen, irritare ← velen, sopportare
verversen, rinfrescare ← vers, fresco
vervloeken, maledire ← vloeken, bestemmiare
verwelkomen, accogliere ← het welkom, il benvenuto
verwennen, viziare, coccolare ← wennen, abituarsi
Esistono anche verbi che iniziano con più particelle, come ad esempio: zich verontschuldigen, scusarsi (da de schuld, debito/ colpa).

## Numerali
Come succede in altre lingue germaniche, anche in olandese i numeri a partire dal venti si formano antecedendo l'unità alla decina, unite tra loro da en (ën per i numeri con unità 2 e 3).
| Numero | Nome           |
| ------ | -------------- |
| 0      | nul            |
| 1      | één            |
| 2      | twee           |
| 3      | drie           |
| 4      | vier           |
| 5      | vijf           |
| 6      | zes            |
| 7      | zeven          |
| 8      | acht           |
| 9      | negen          |
| 10     | tien           |
| 11     | elf            |
| 12     | twaalf         |
| 13     | dertien        |
| 14     | veertien       |
| 15     | vijftien       |
| 16     | zestien        |
| 17     | zeventien      |
| 18     | achttien       |
| 19     | negentien      |
| 20     | twintig        |
| 21     | eenentwintig   |
| 22     | tweeëntwintig  |
| 23     | drieëntwintig  |
| 24     | vierentwintig  |
| 25     | vijfentwintig  |
| 26     | zesentwintig   |
| 27     | zevenentwintig |
| 28     | achtentwintig  |
| 29     | negenentwintig |
| 30     | dertig         |
| 40     | veertig        |
| 50     | vijftig        |
| 60     | zestig         |
| 70     | zeventig       |
| 80     | tachtig        |
| 90     | negentig       |
| 100    | hondert        |